# Église Sainte-Anastasie de Vérone
L'église Sainte-Anastasie (italien : chiesa di Sant'Anastasia ; vénitien : ceza de Santa Anastaxia) est une église gothique dominicaine située dans la vieille ville de Vérone en Italie, près du pont de pierre.

## Situation
Elle se situe dans le centre historique de Vérone à proximité de la cathédrale et de l’Adige près du pont de pierre. La place, qui porte le nom de Santa Anatasia, est commune à l’Arca di Castelbarco tombeau de Guglielmo da Castelbarco, et à l’église San Giorgetto o San Pietro Martire.
À gauche, de la façade, on trouve la cour intérieure du conservatoire de musique. qui s'ouvre sur la place par une arche où se trouve la belle arche de sépulcrale Guillaume de Castelbarco. Ceci est le premier exemple d'arche monumentale appelée « canopée » qui, quelques années plus tard, devait inspirer la dynastie des Della Scala, seigneurs du XIVe siècle à Vérone.

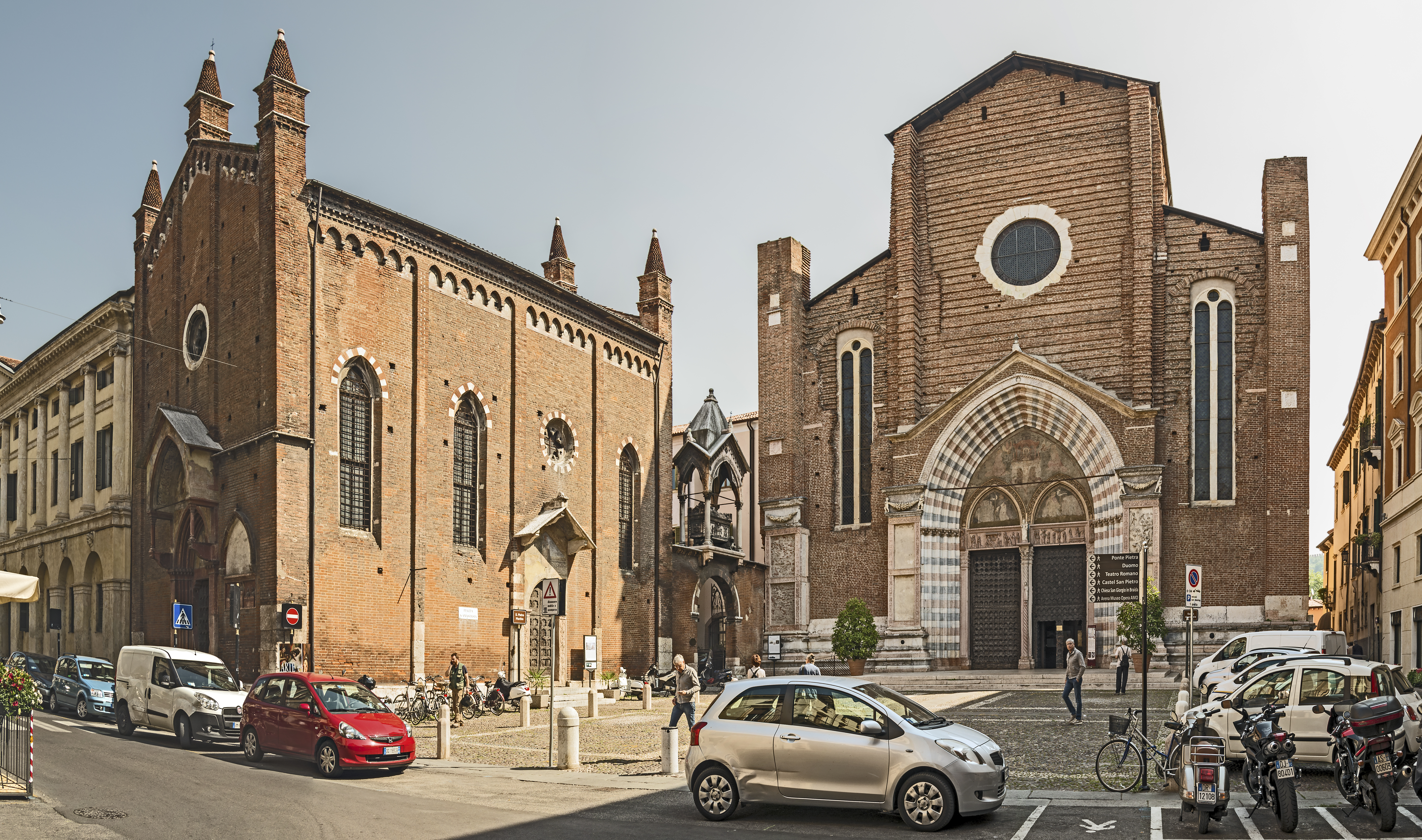
Piazza Sant'Anastasia (à g., l'Église de Saint Pierre Martyr).
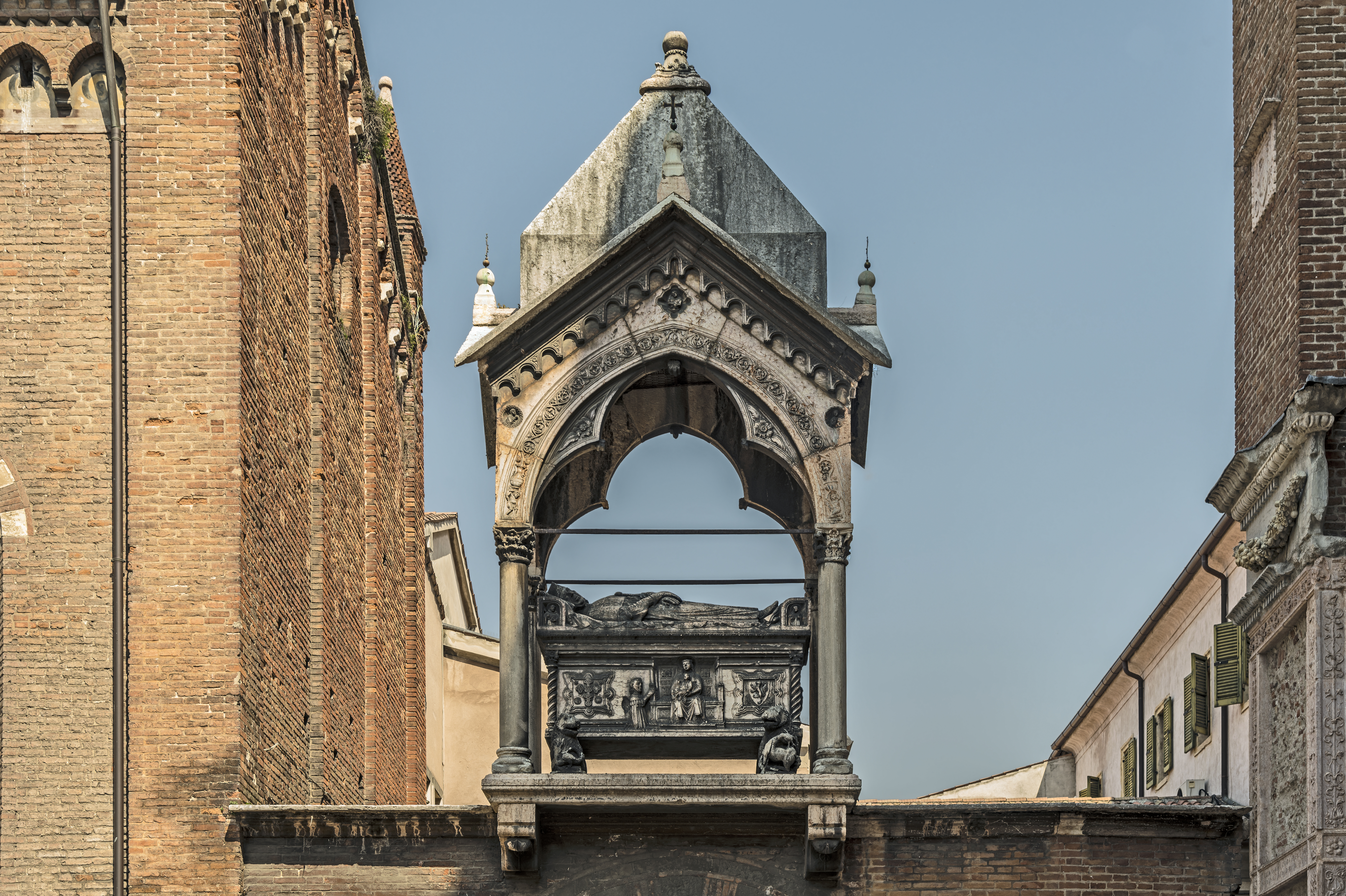
Tombeau de Guglielmo da Castelbarco.
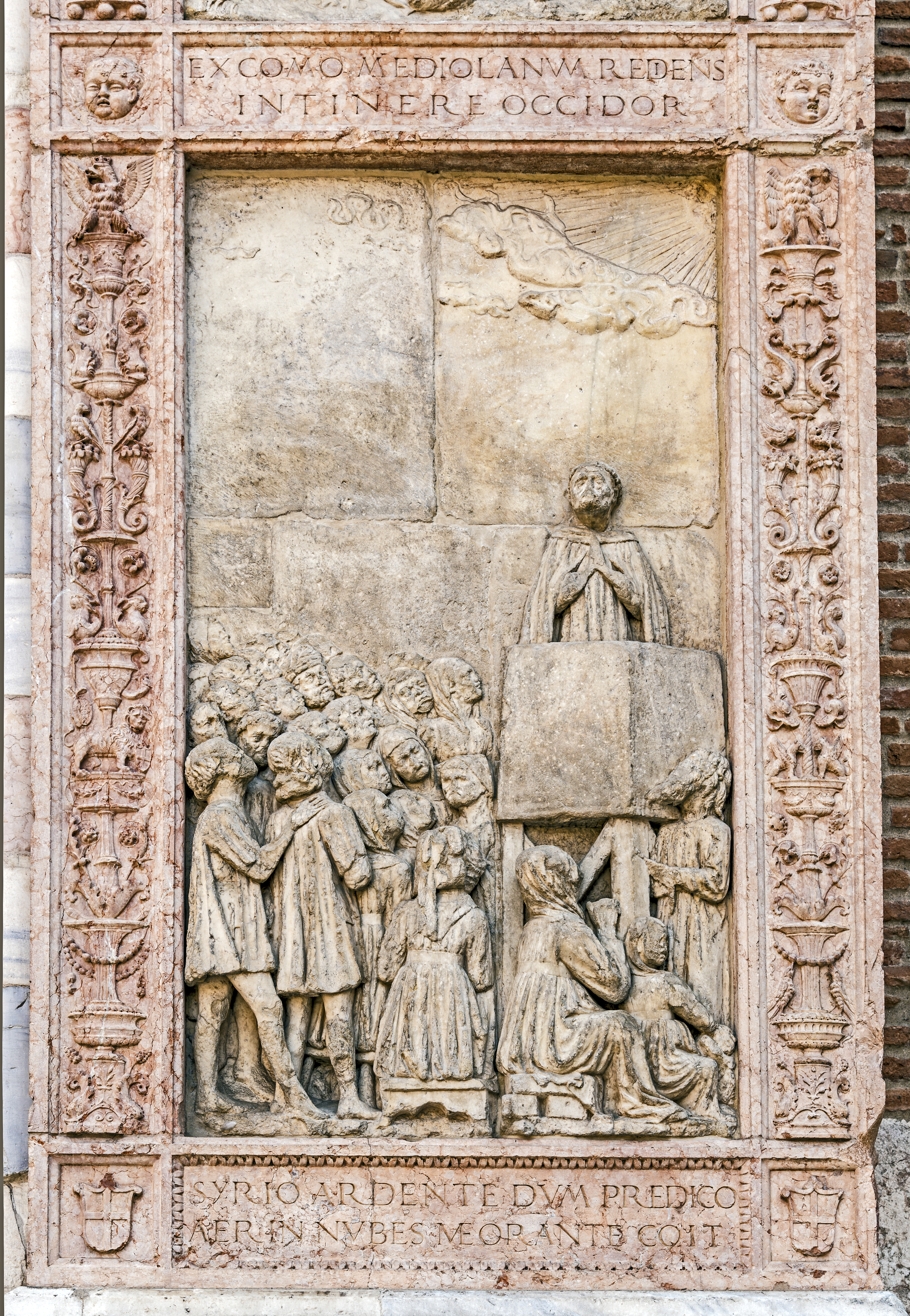
Bas-relief avec Pierre de Vérone prêchant.
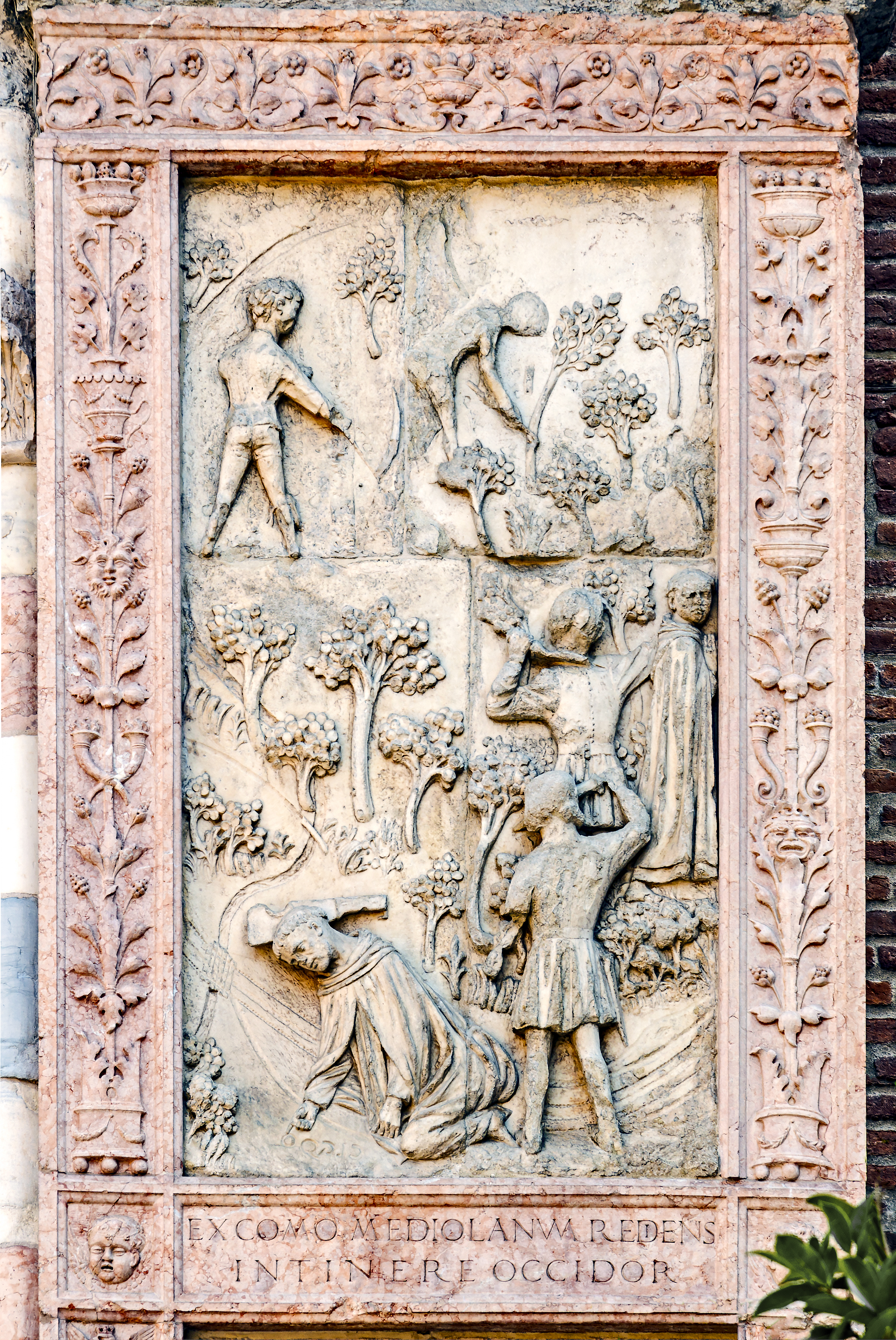
Bas-relief avec le martyre de Pierre de Vérone.

## Historique
L'église actuelle,  construite entre 1280 et 1400, a été dessinée par les frères dominicains Fra' Benvenuto da Imola et Fra' Nicola da Imola. Son plan est similaire à celui de la basilique San Zanipolo de Venise.
Elle tient son nom d'un temple préexistant bâti par Théodoric le Grand sur les fondations desquelles elle s'est établie. Depuis 1307, elle est également dédiée à Pierre de Vérone, martyr et saint patron de la ville.
Consacrée seulement en 1471, elle fut la possession des dominicains jusqu'en 1808. Le campanile, haut de 72 m, comportait quatre cloches en 1460.

## Extérieur
La structure de la façade est divisée en trois sections correspondant aux divisions internes de la nef. La façade en brique de terre cuite devait recevoir un parement de marbre mais est resté inachevée. L'église a été construite par les Dominicains et a une structure similaire à la basilique San Zanipolo à  Venise, appartenant au même ordre et construit presque simultanément.

## Intérieur
L'intérieur est divisé en trois nefs réunies par des voûtes croisées. Les allées sont séparées par deux ensembles de six colonnes de marbre rouge de Vérone avec des chapiteaux gothiques. 
Le sol est toujours l'original de 1444 et est en trois couleurs : blanc et noir, qui rappellent les moines dominicains, et le rouge qui rappelle que l'église est dédiée à saint Pierre de Vérone, martyr. Au centre de l'église devant le chœur, une rosace en marbre aux trois couleurs montre les armes des dominicains.
Une caractéristique de l'église est les deux bénitiers à côté des premières colonnes.  Les vasques sont soutenues par des bossus moustachus. Celui de gauche avec ses mains posées sur ses genoux, celui de droite, une main posée sur la tête. La statue du bossu de gauche est attribuée à Gabriele Caliari père de Paolo Veronese, la statue de droite (également appelée Pasquino parce qu'il est entré dans la basilique le dimanche de Pâques 1591) est de Paolo Orefice.
Le plafond de la nef porte la date de 1437, il présente des images les frères dominicains dont Pierre de Vérone. 

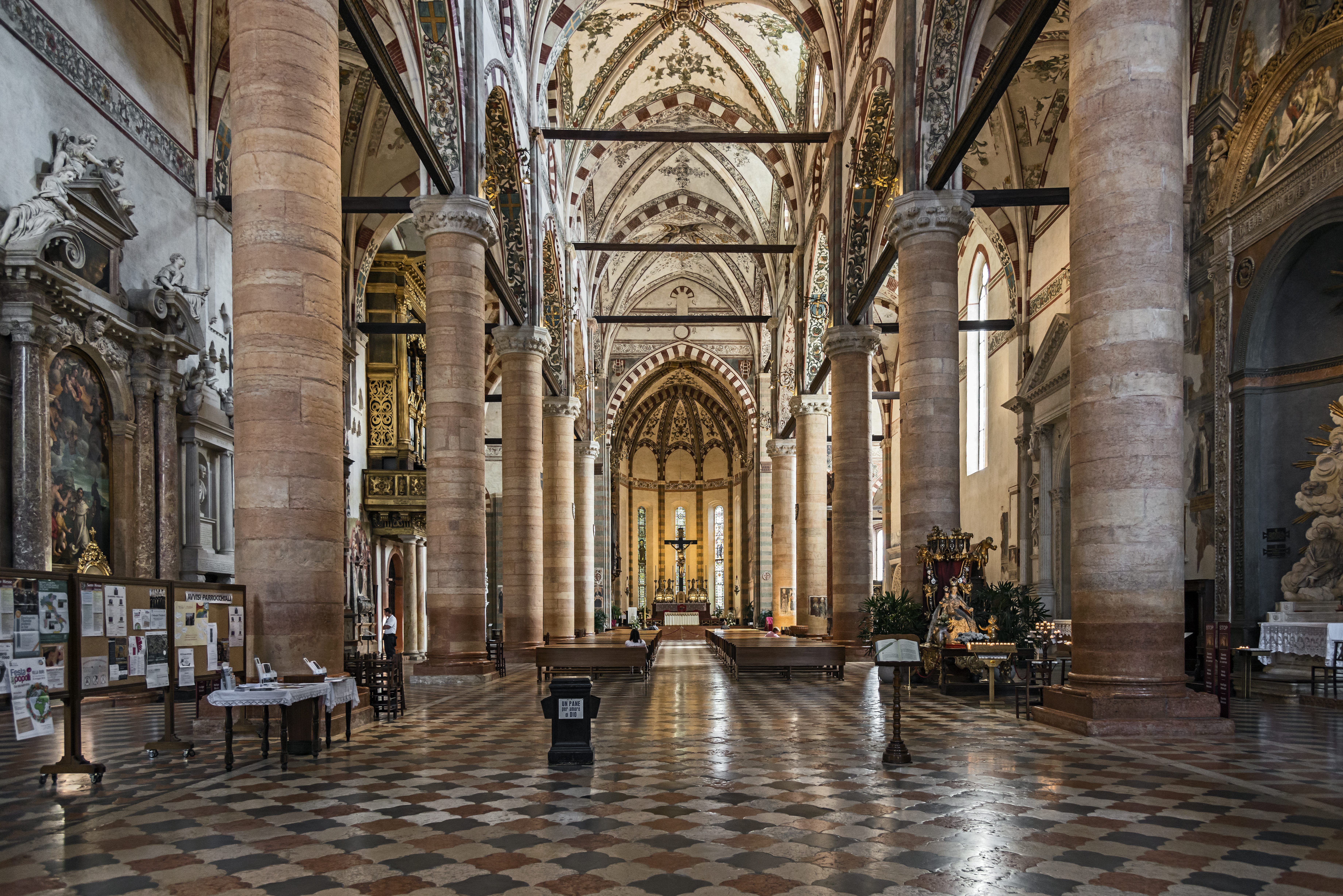
La Nef.
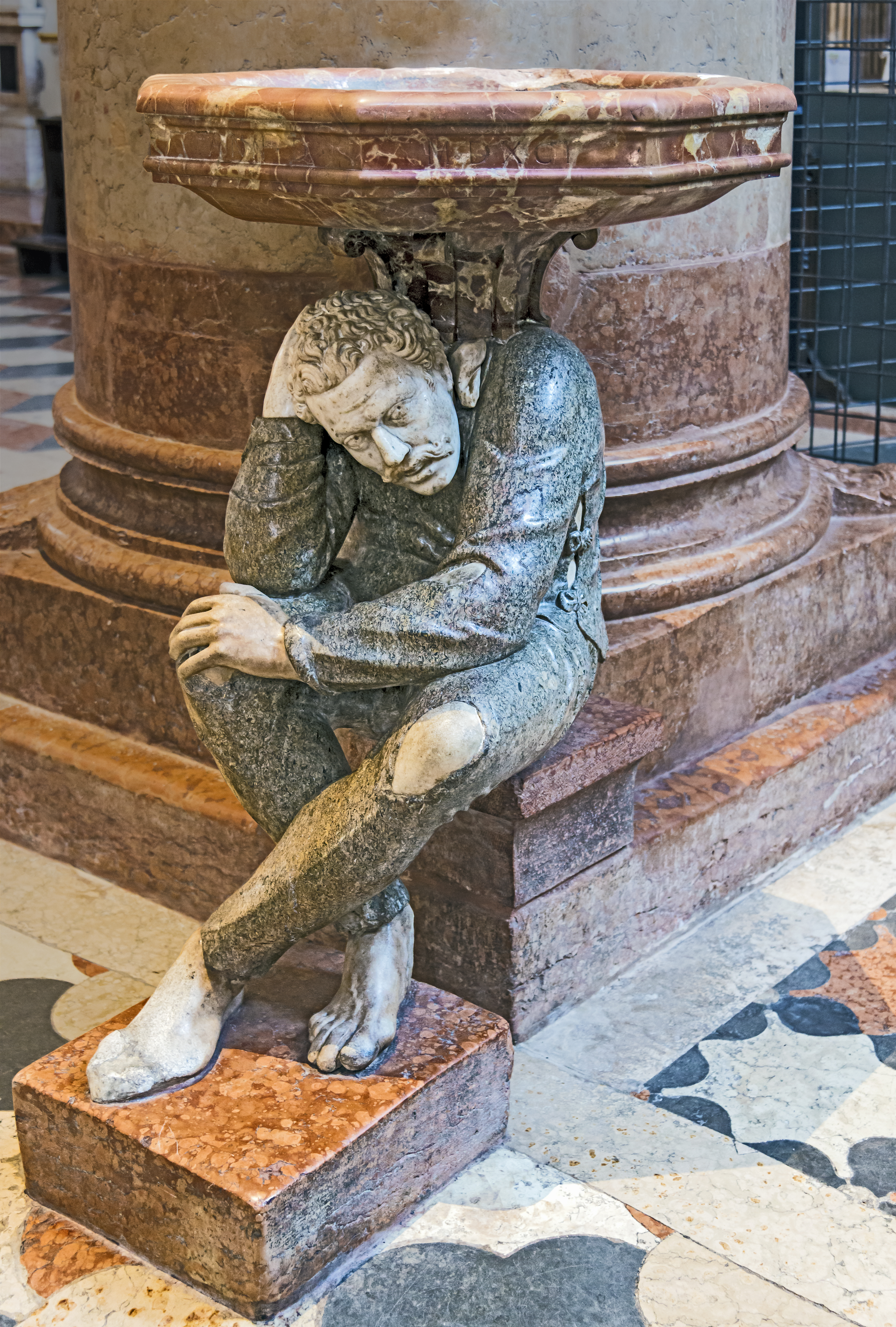
Le Bossu de Paolo Orefice.
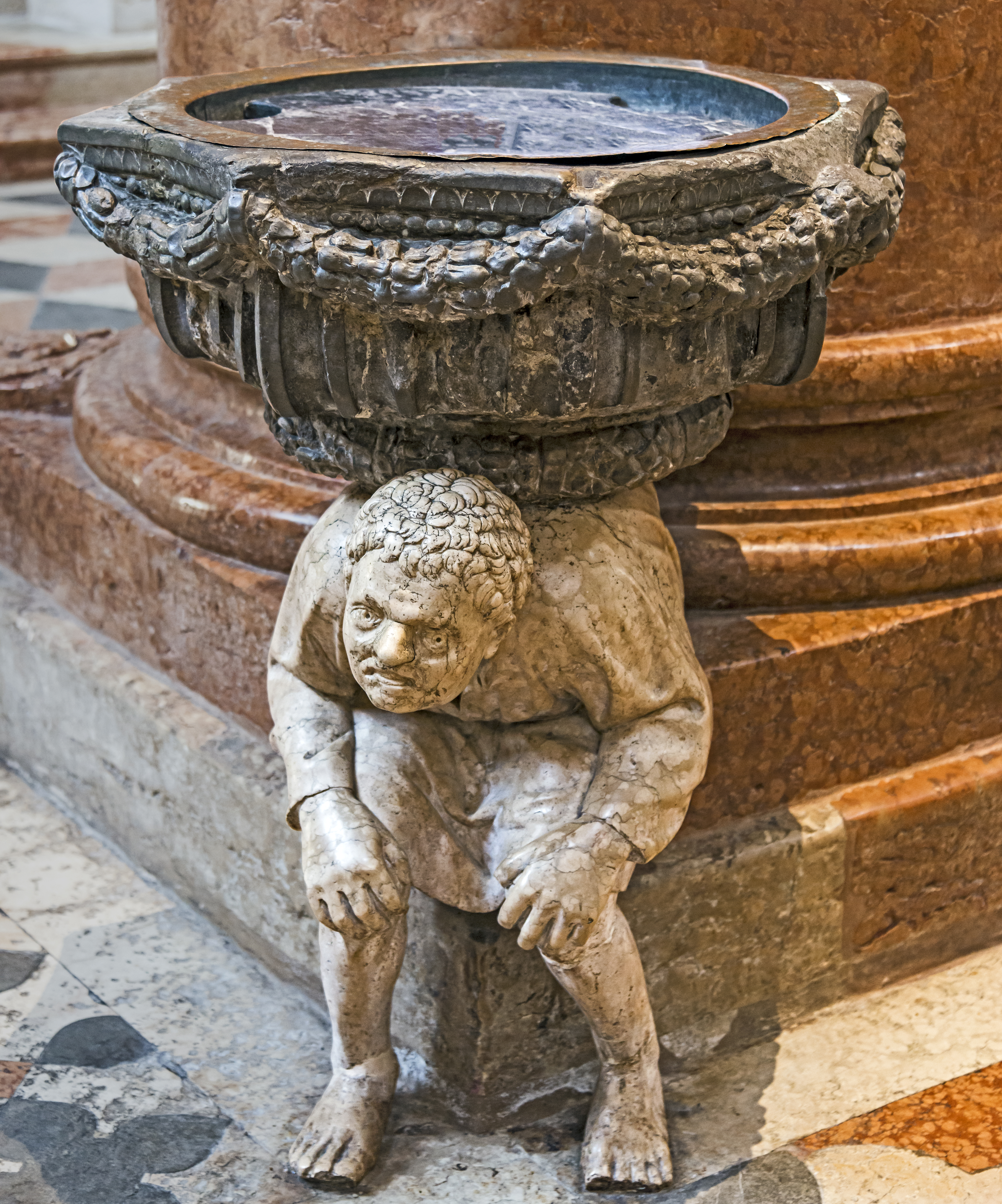
Le Bossu par Gabriele Caliari.
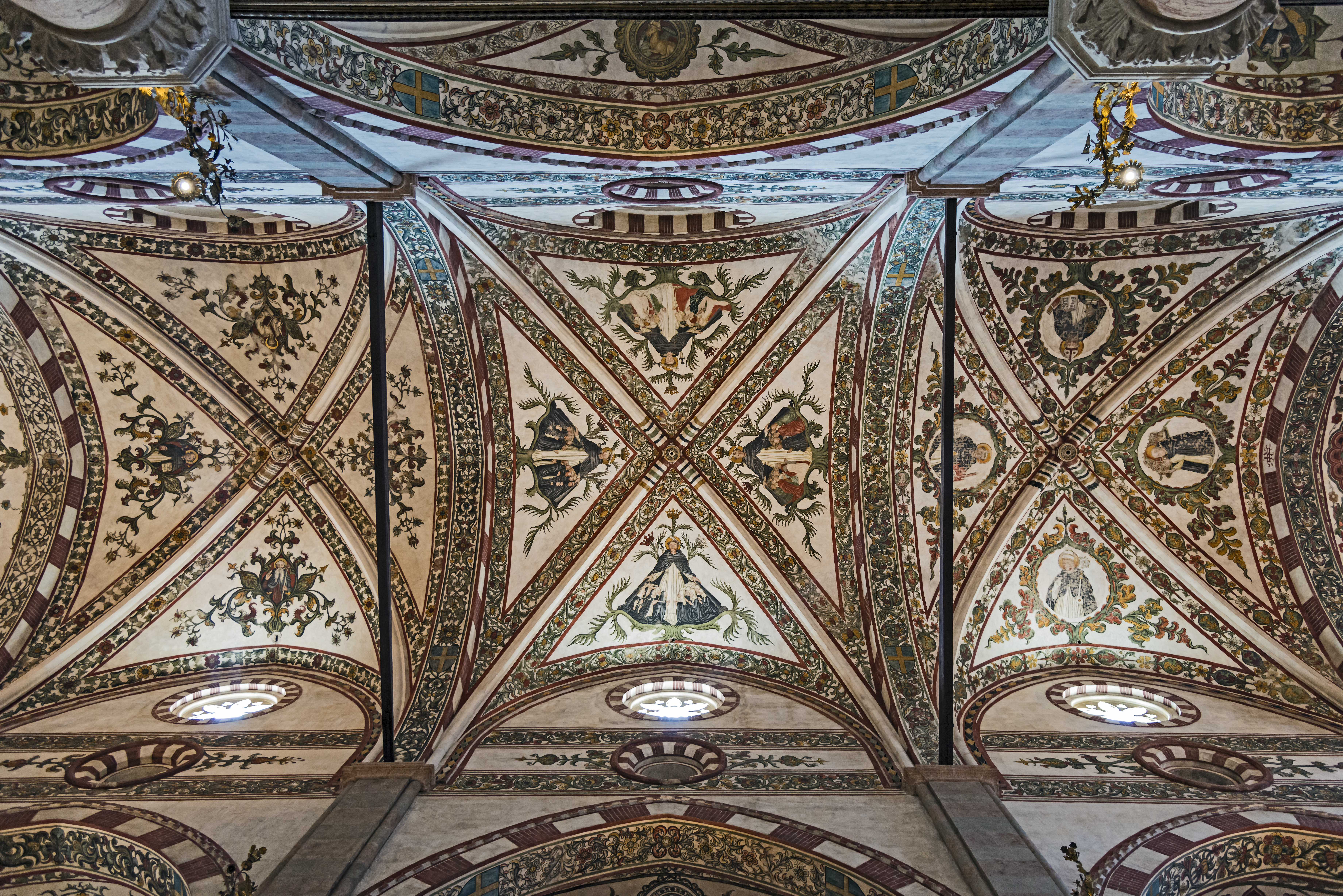
Le plafond.
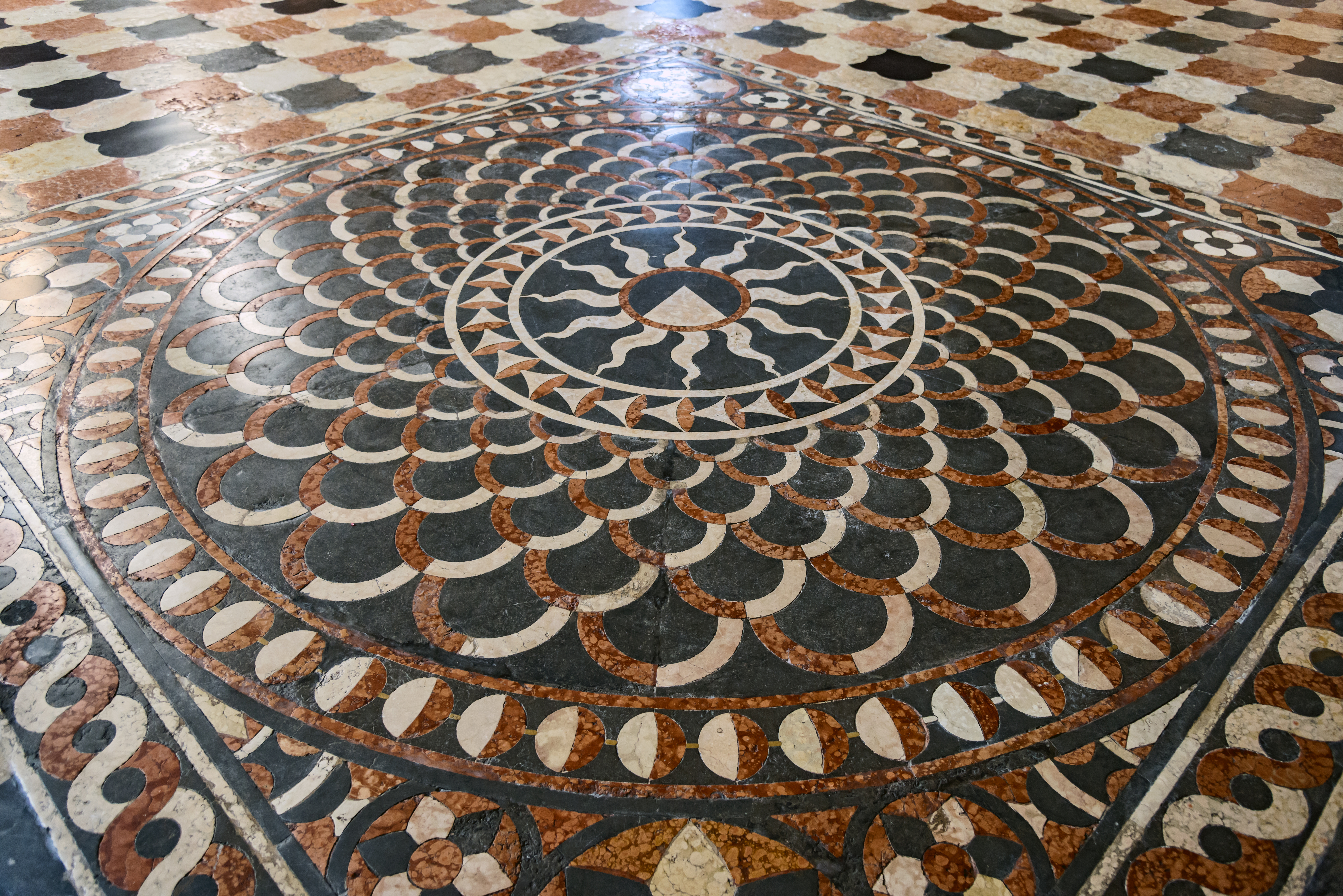
Les armoiries des Dominicains.

### Côté droit de la nef
En partant de l'entrée
Autel Fregoso
L'autel est dédié au Rédempteur, à la mémoire du capitaine de l'armée de Venise, le génois Giano Fregoso mort en 1529. Il est sculpté par Danese Cattaneo (1512-1572) originaire de Carrare et élève de Sansovino. La conception et les formes de l'autel et du retable ont probablement été fournies par Andrea Palladio, un ami de Cattaneo. Ce travail a également été célébré par Giorgio Vasari dans son ouvrage Le Vite de' più eccellenti pittori, scultori e architettori. Au centre du retable la statue du Christ ressuscité, à sa droite Giano Fregoso est représenté en armure avec le manteau des soldats romains, et met sa main sur son épée. À gauche du Christ l'allégorie de la Vertu militaire, personnifiée en Minerve appuyée sur un bouclier. Sur son armure elle porte une devise : potius mori quam foedari (« Mieux vaut mourir que d'être déshonoré »).
L'autel de saint Vincent Ferrier
Le tableau du retable représentant le saint dominicain Vincent Ferrier est de Pietro Antonio Rotari, tandis que les sculptures en marbre sont de Pietro da Porlezza cousin de l'architecte Michele Sanmicheli. Les fresques, antérieures à la partie haute, sont de Liberale da Verona.
Autel Bevilacqua-Lazise
L'autel est dédié à l'assomption de la Vierge. Le groupe de marbre est l'œuvre d'Orazio Marinali et la bande autour de l'autel de marbre est l'œuvre de Pietro da Porlezza. Tout autour les fresques de Liberale da Verona.
Autel Pindemonte
L'autel qui date de 1541 est dédié à saint Martin. Le tableau du retable représentant saint Martin est de Giovan Francesco Caroto.
Le retable de Liberale da Verona
À gauche de la porte d'entrée latérale de la basilique le tableau du retable probablement peint en 1463 est une huile sur toile de Liberale da Verona, représentant sainte Madeleine, sainte Catherine et sainte Toscane.
L'autel Mazzoleni
Autel datant de 1592, le tableau du retable est du peintre, Giovanni Ceffis, il représente Rose de Lima, le pape Pie V et d'autres saints dominicains.
La chapelle du crucifix
C'est la partie la plus ancienne du bâtiment. Elle est érigée sur le fondation de la première église consacrée à sainte Anastasie. Elle contient les fonts baptismaux. Le crucifix en bois date du milieu du XVe siècle. À sa gauche le monument funéraire de Gianessello da Folgari (1427) en pierre peinte.
L'autel Centrego
Le tableau du retable montre une œuvre importante du peintre véronais Girolamo dai Libri : Vierge en majesté entre Thomas d'Aquin et saint Augustin.

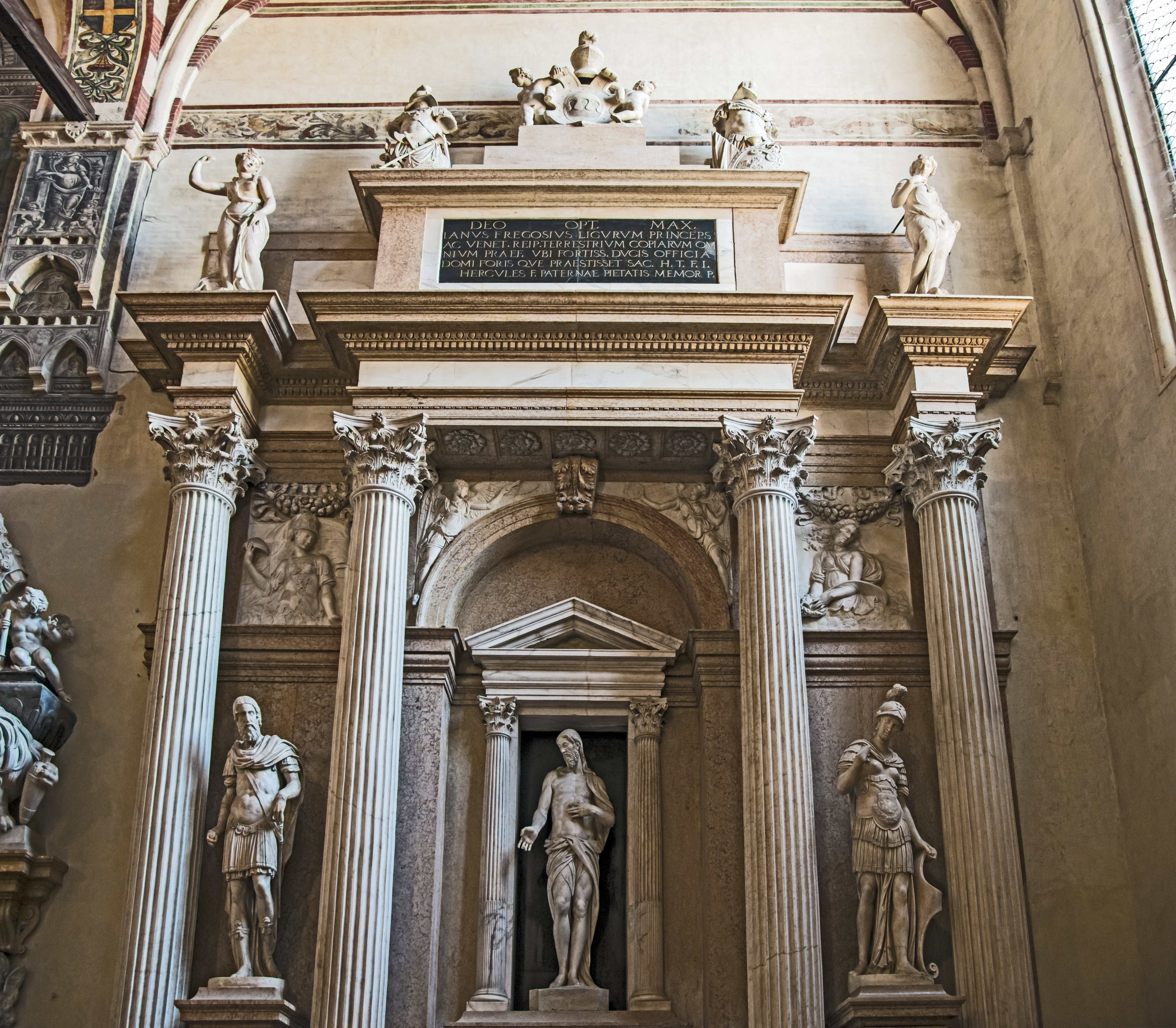
Le retable de l'autel Fregoso.
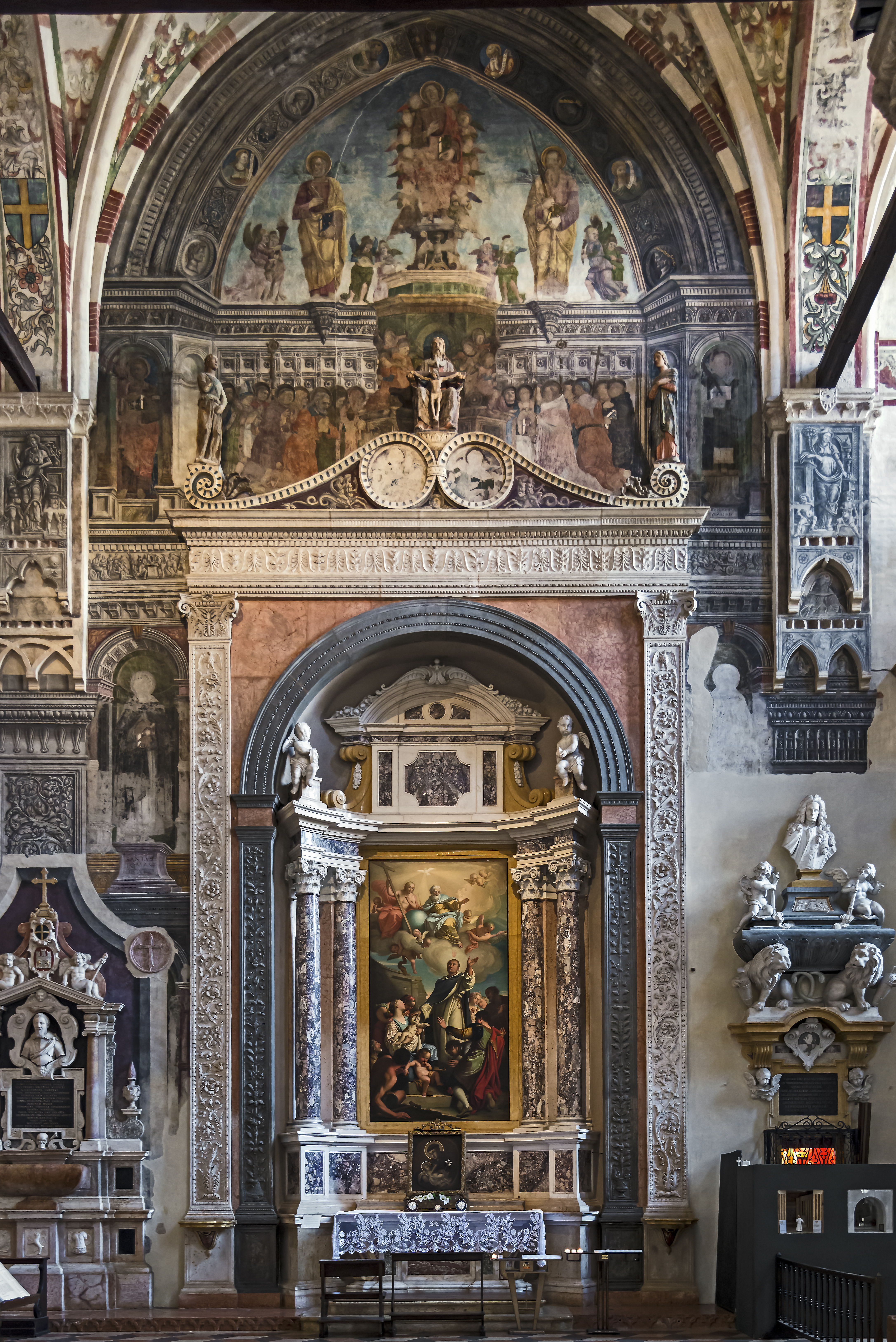
Autel de saint Vincent Ferrier.
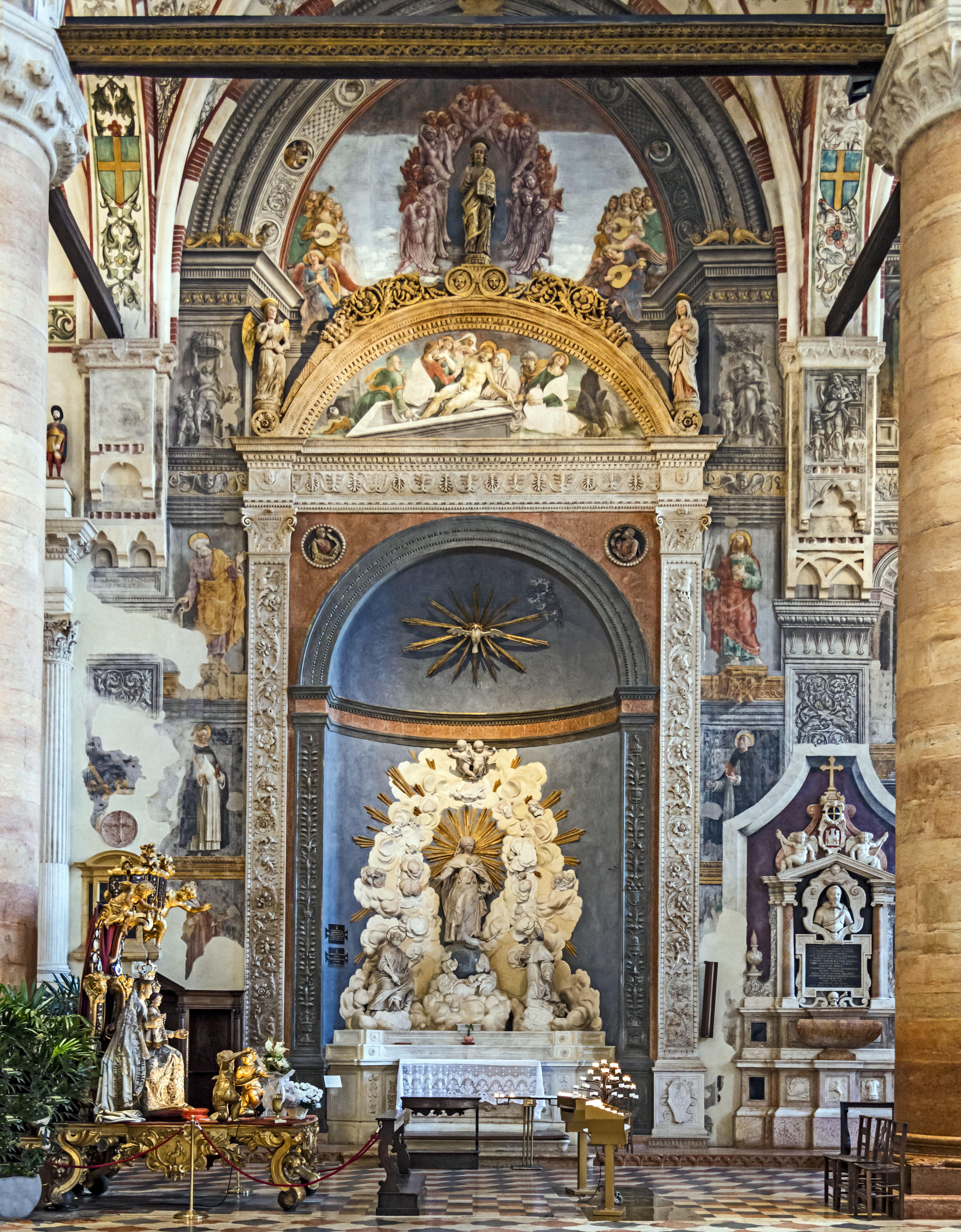
L'autel de Bevilacqua-Lazise.
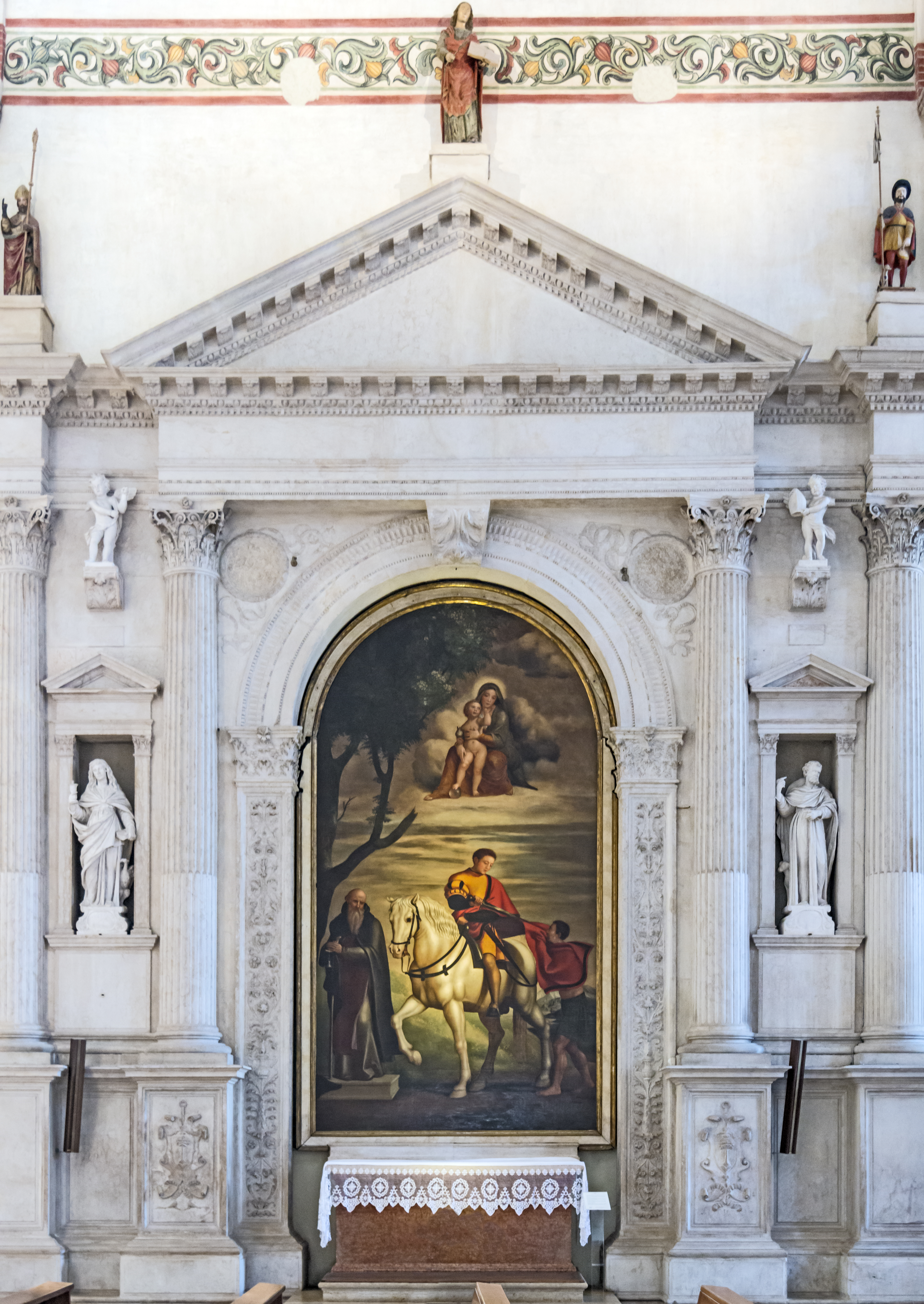
Autel Pindemonte.

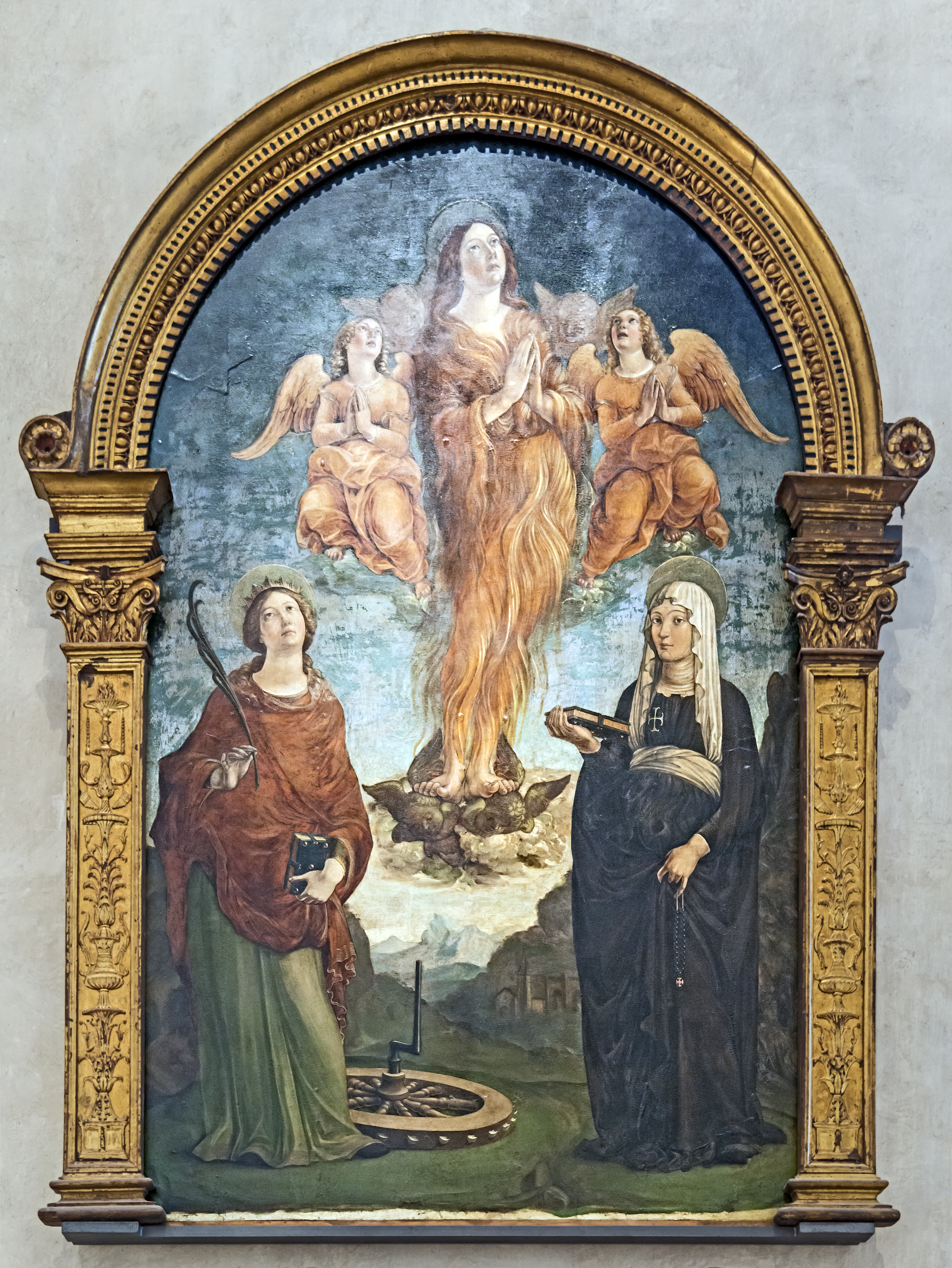
Retable de Liberale da Verona.
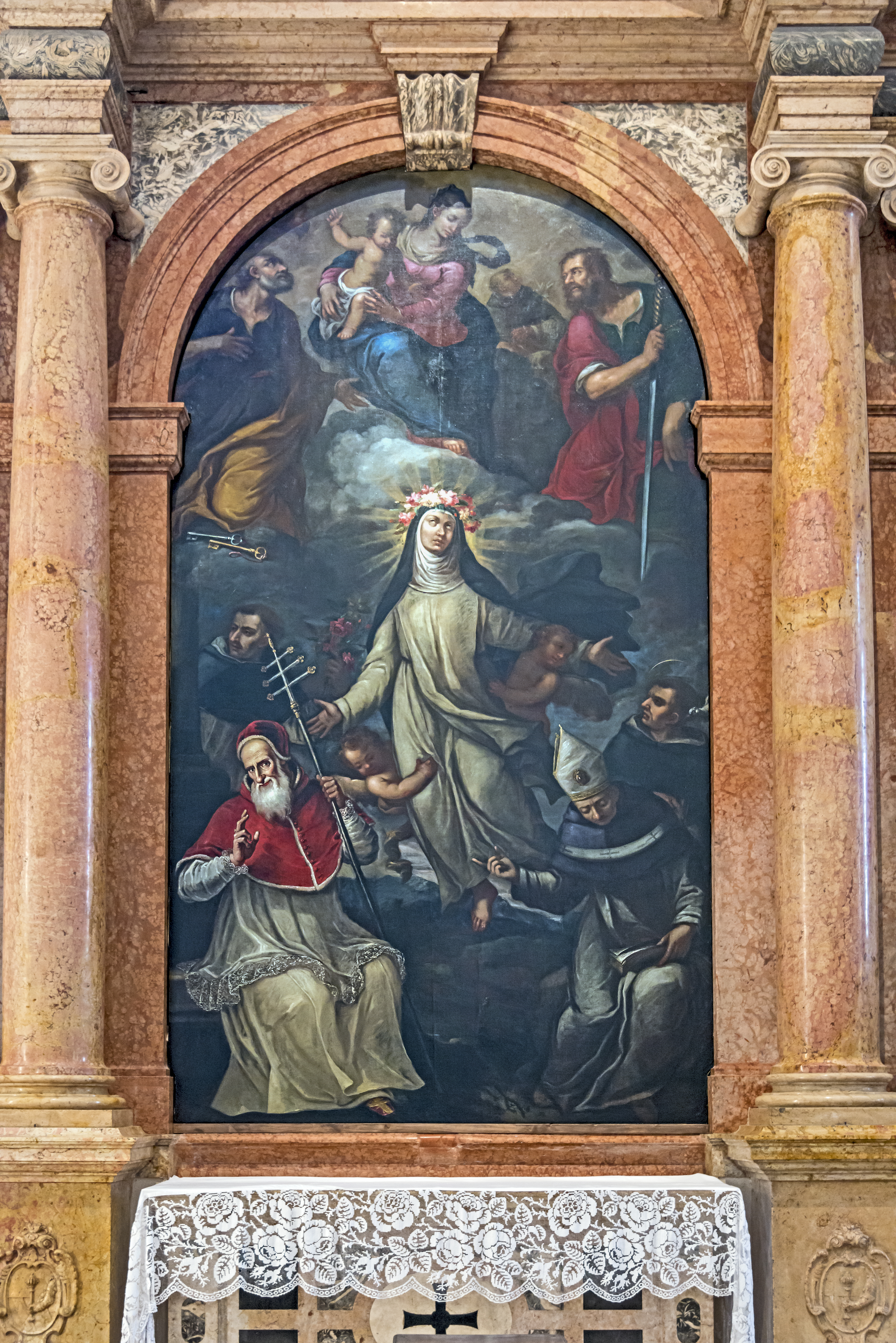
Autel Mazzoleni.
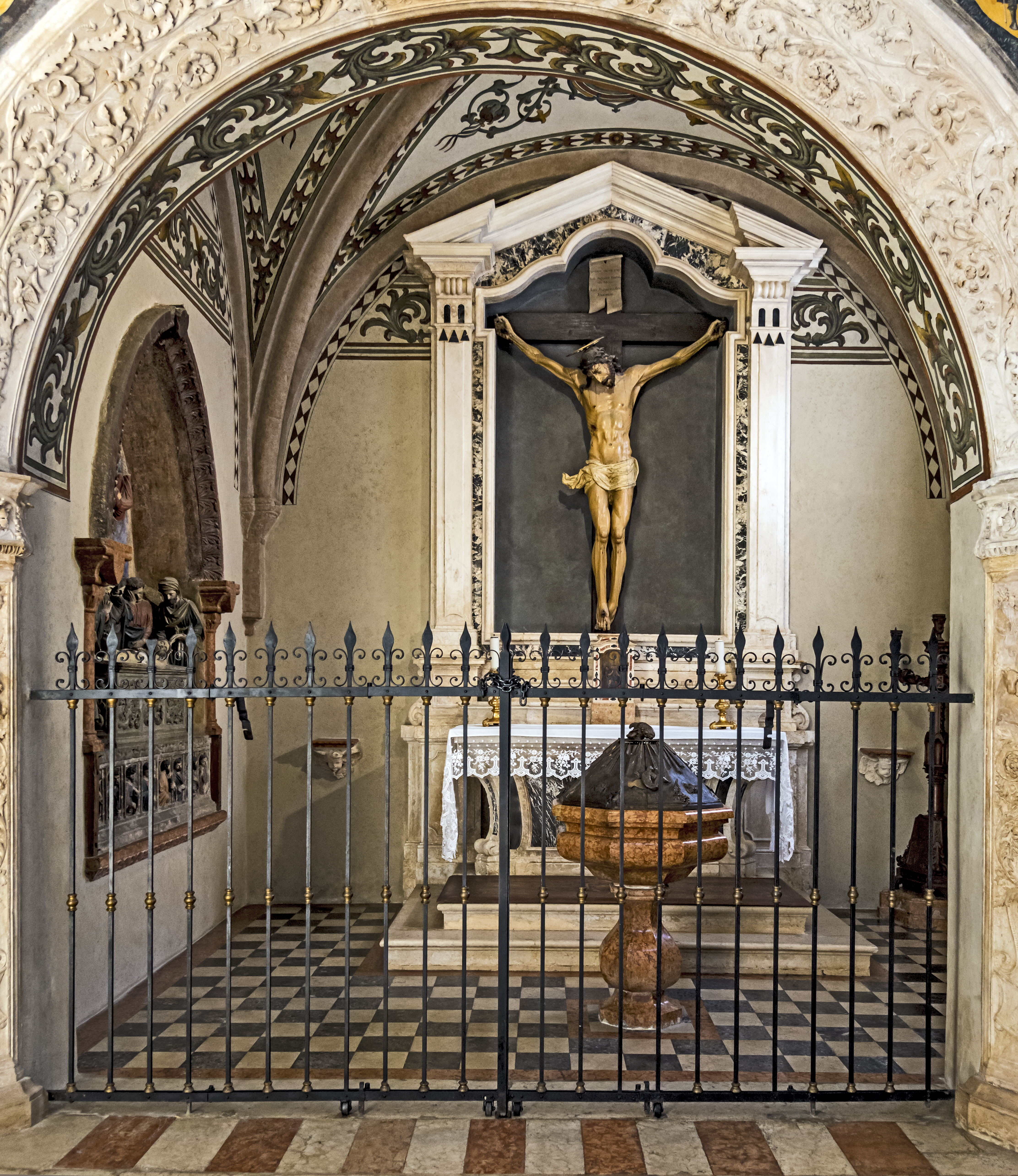
La chapelle du crucifix.
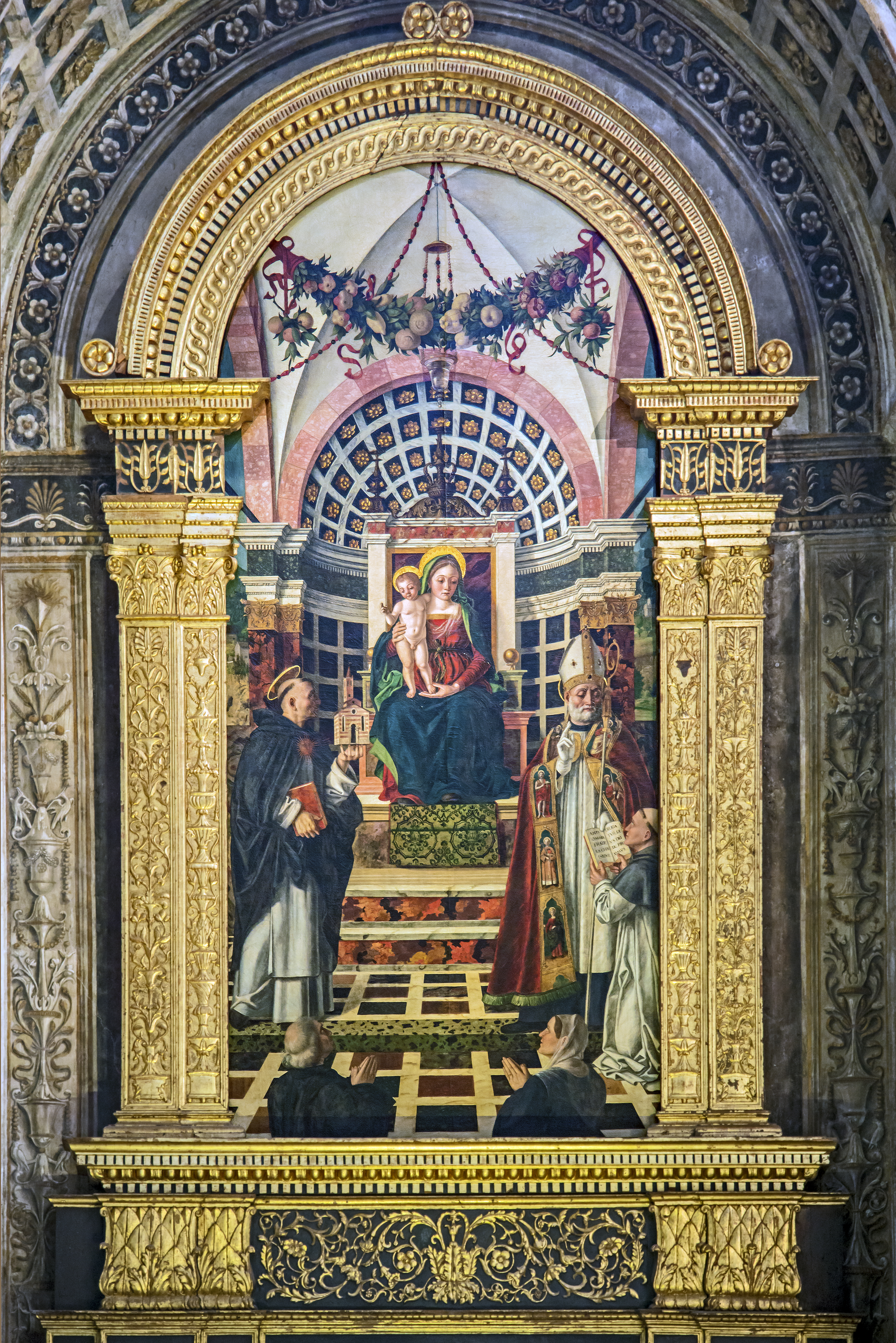
Vierge en majesté entre Thomas d'Aquin et saint Augustin.

### Côté gauche de la nef
L'autel Boldieri.
Cet autel est remarquable par son retable en pierre sculptée et peinte du XVe siècle. Il est dédié à saint Pierre Martyr. Au dessus une Vierge à l'enfant et sur le registre inférieur une statue de saint Sébastien, de  saint Pierre de Vérone et saint Roch. Notez que la statue de saint Pierre de Vérone tient dans la main un modèle de la ville de Vérone. Tout autour des fragments de fresque, par Antonio Badile II (1424-1507).
Autel Faella
Dédié à saint Érasme qui fut le premier évêque de Formia. "Le rédempteur entre saint Érasme et Georges est l’œuvre de Niccolò Giolfino.
Autel de Raymond de Peñafort
L'autel est dédié au grand saint dominicain Raymond de Peñafort; le tableau du retable, qui le représente, a été commencé par Felice Riccio et fini par Alessandro Turchi.
Le monument funéraire du mathématicien Pietro Cossali
L'autel Miniscalchi 1436
Le tableau du retable représentant la descente du Saint-Esprit de Niccolò Giolfino. La lunette est de Francesco Morone.
L'orgue
Il a été construit en 1625. Le buffet, par Andrea Scudellino, représente des papes et des saints dominicains. Le mécanisme est du facteur d'orgue Domenico Farinatide Vérone.

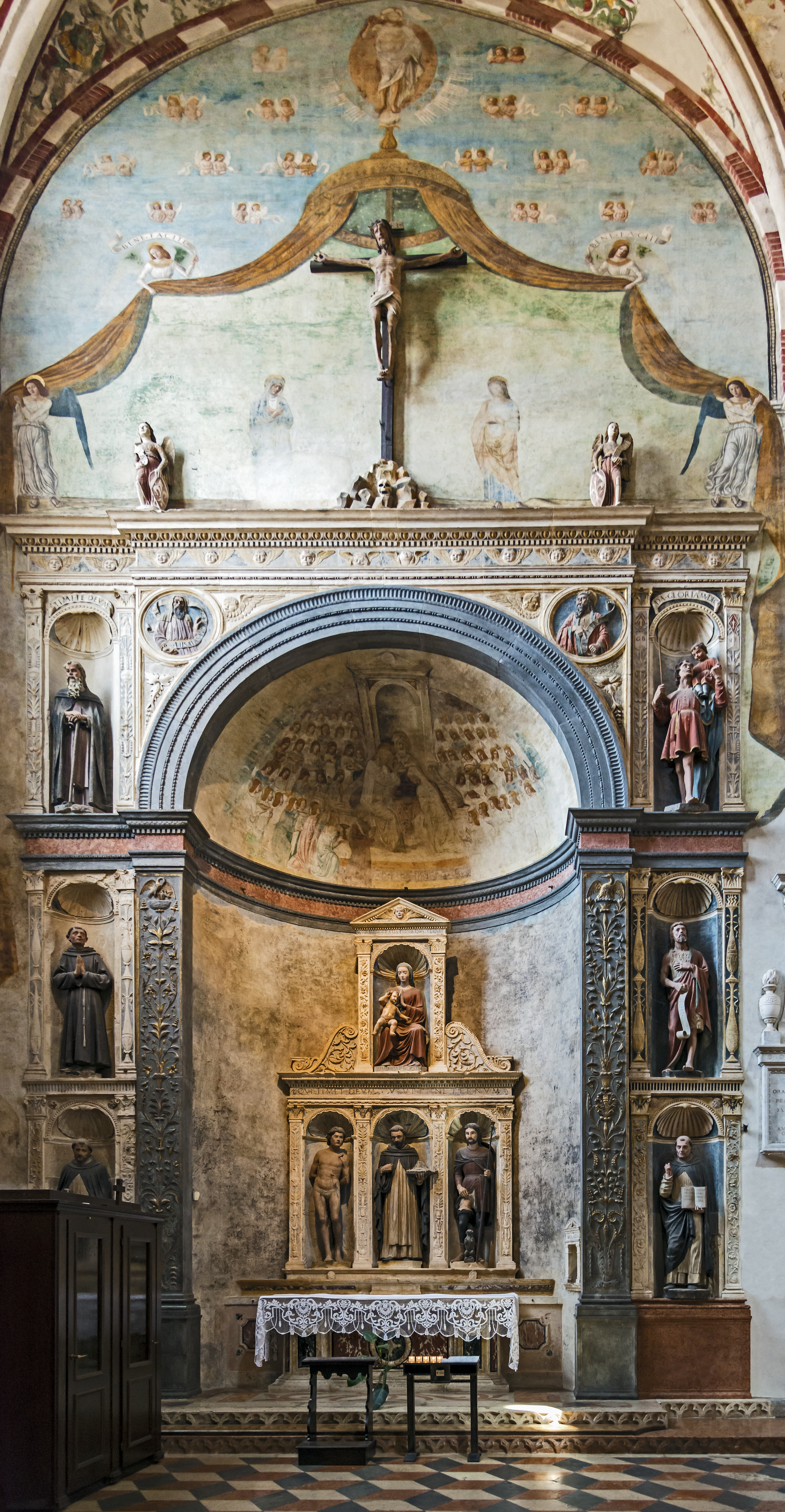
L'autel Boldieri
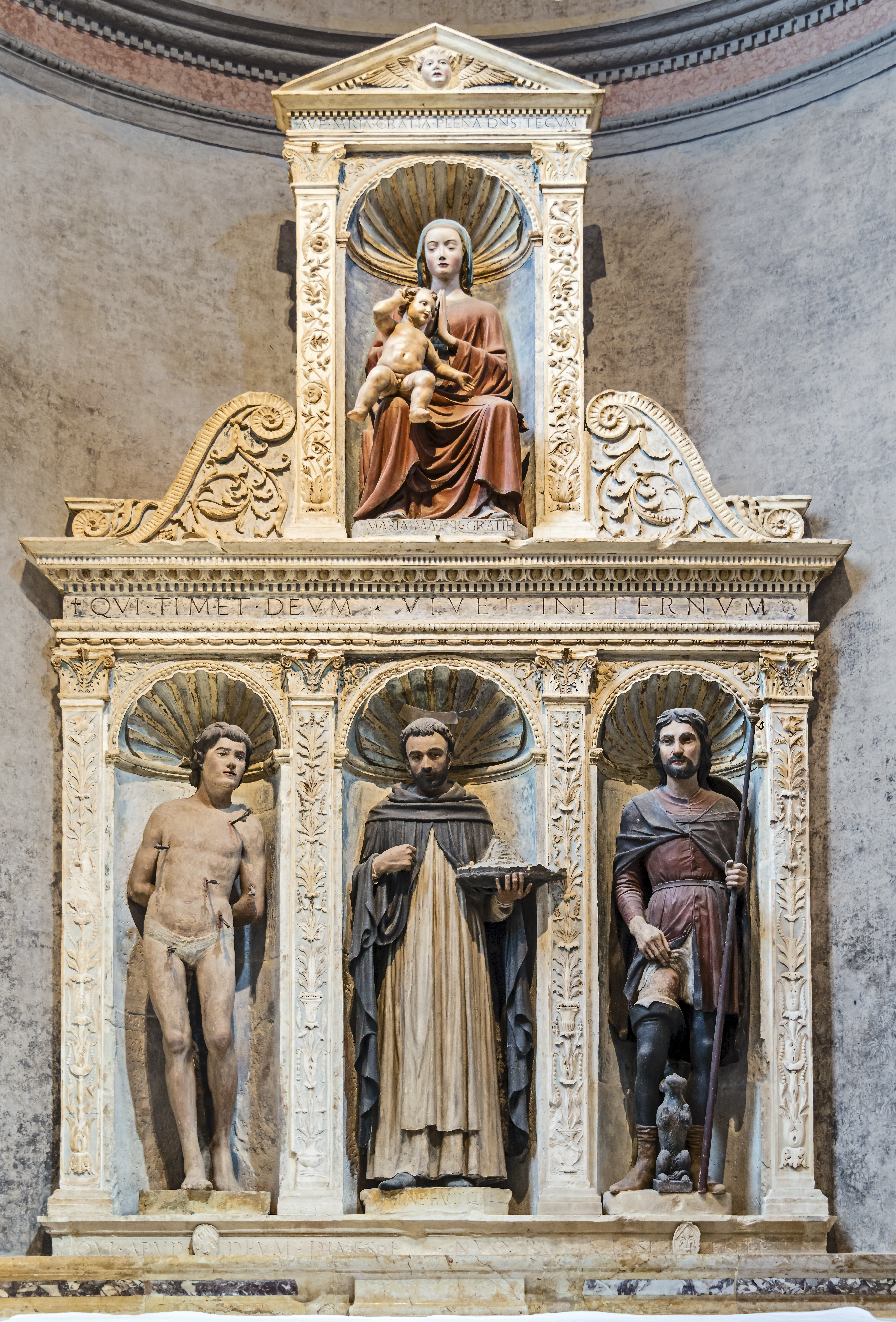
Le retable de l'autel Boldieri
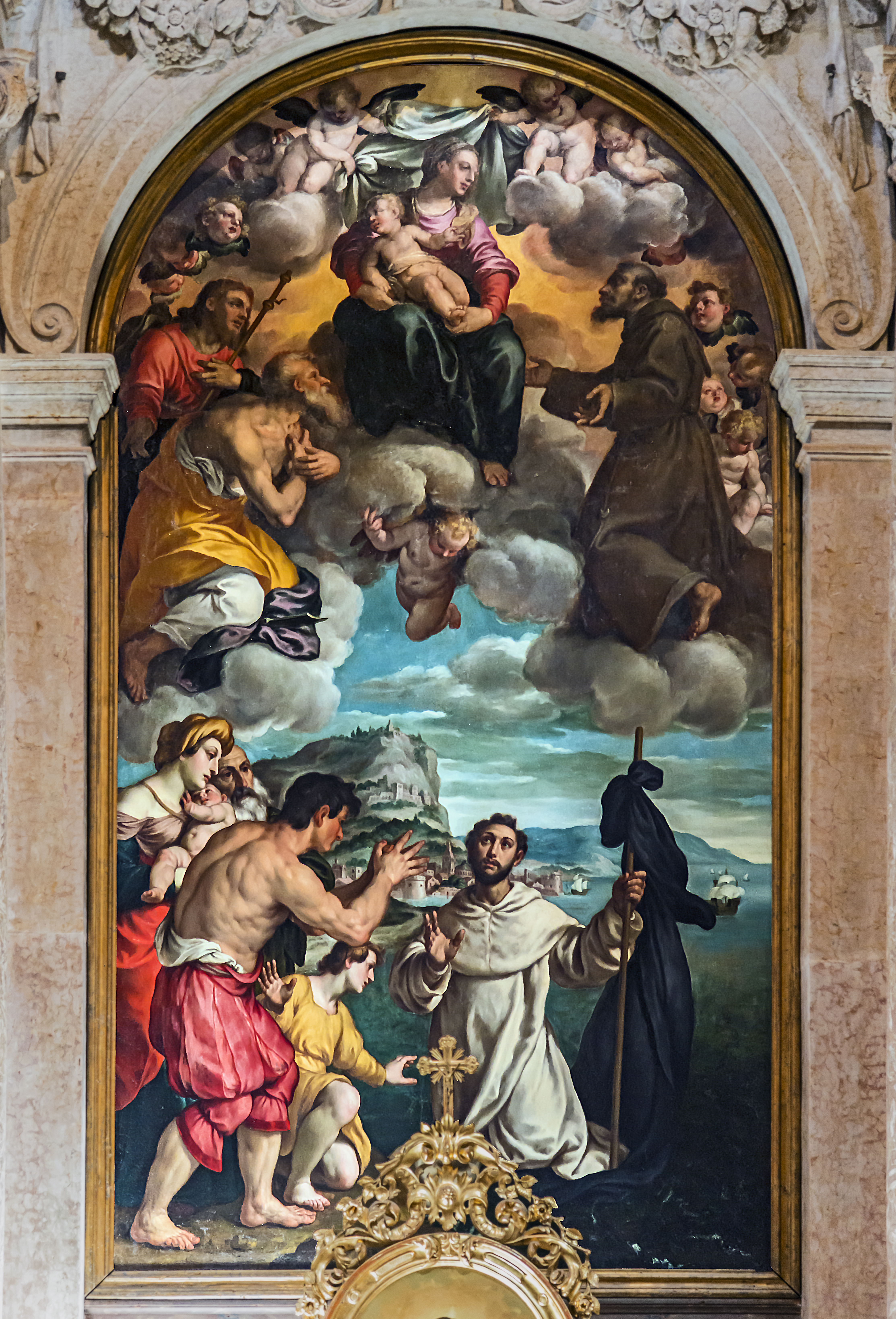
Autel de Raymond de Peñafort : tableau du retable
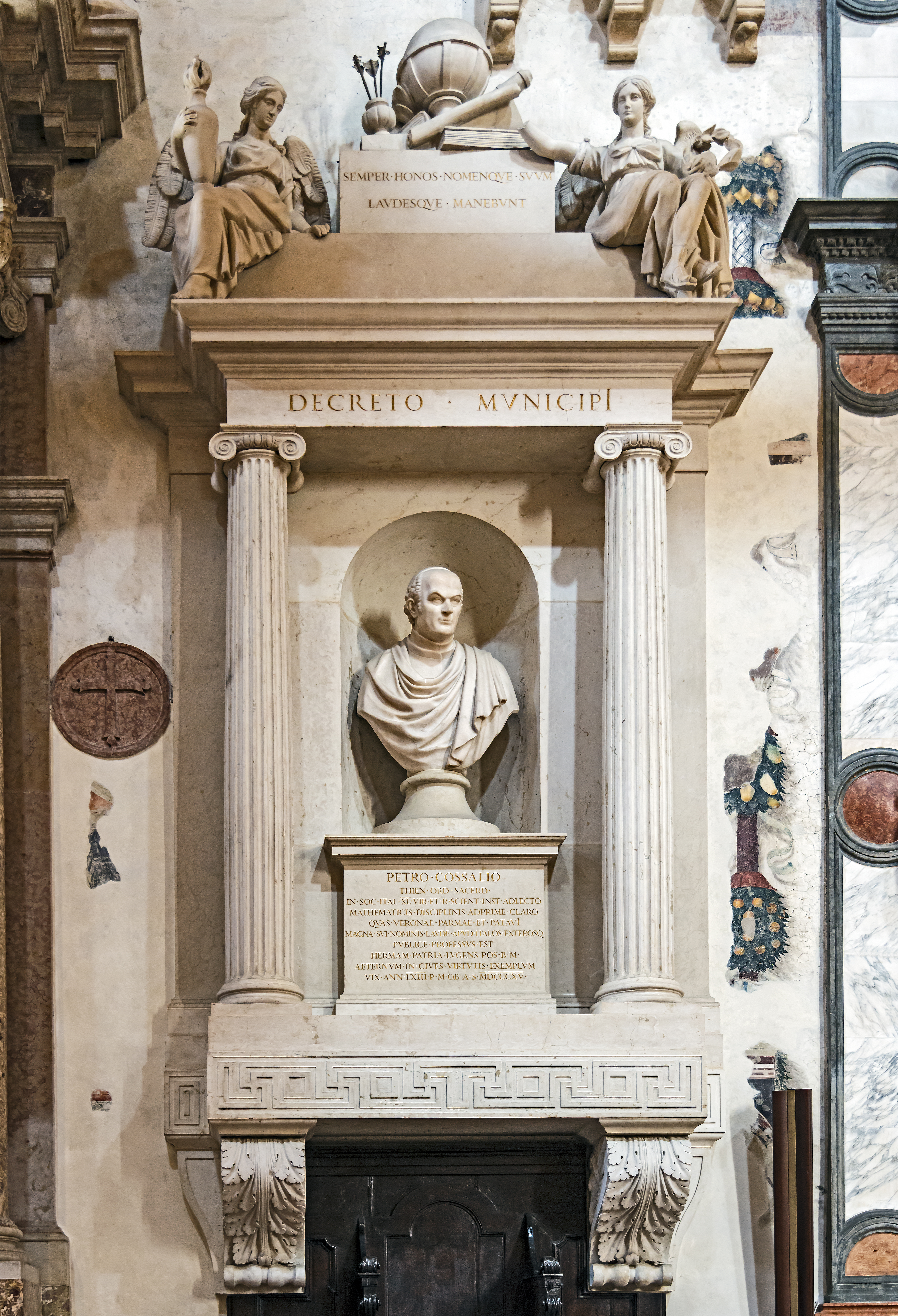
Monument à Pietro Cossali
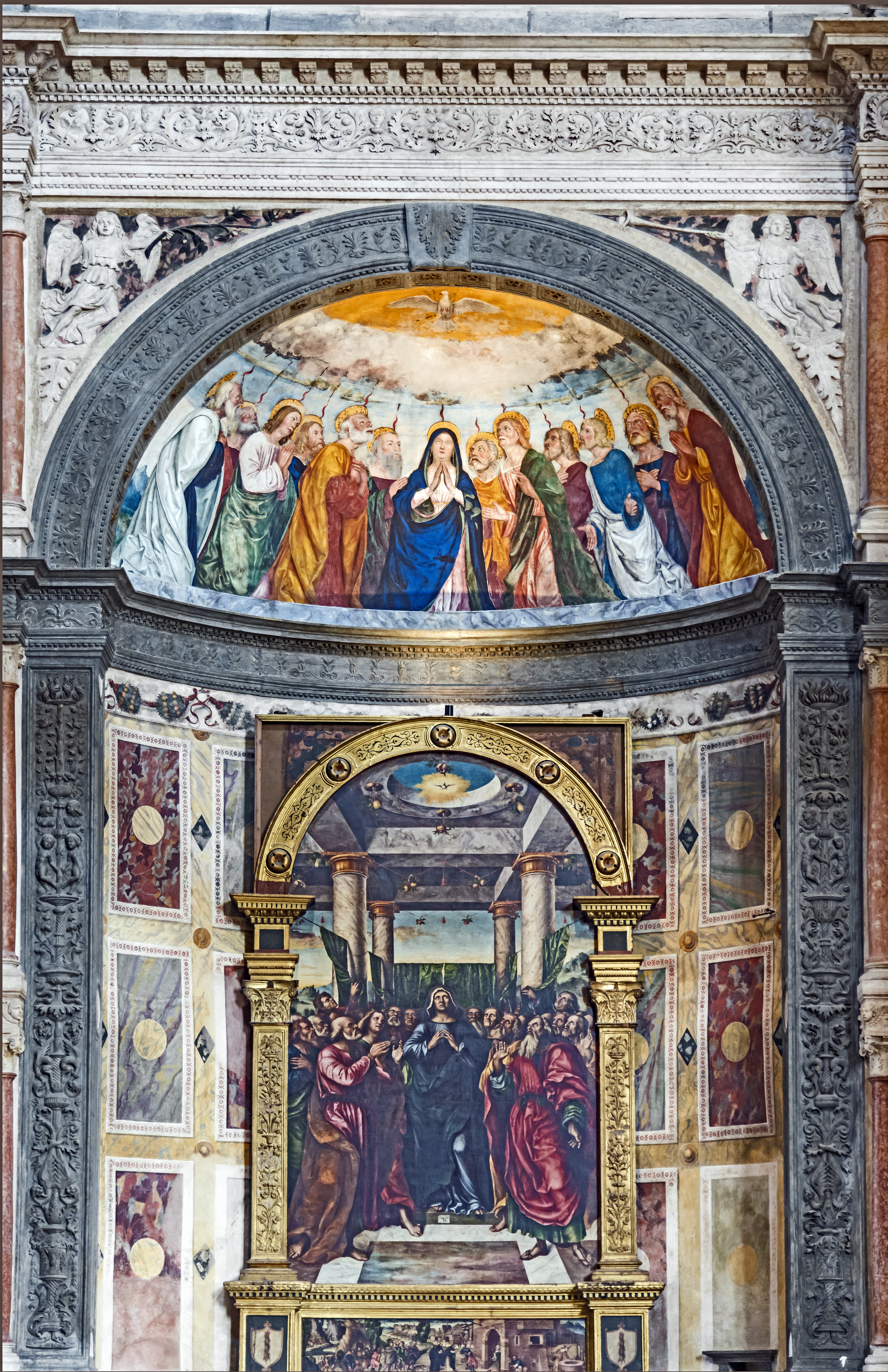
Autel Miniscalchi
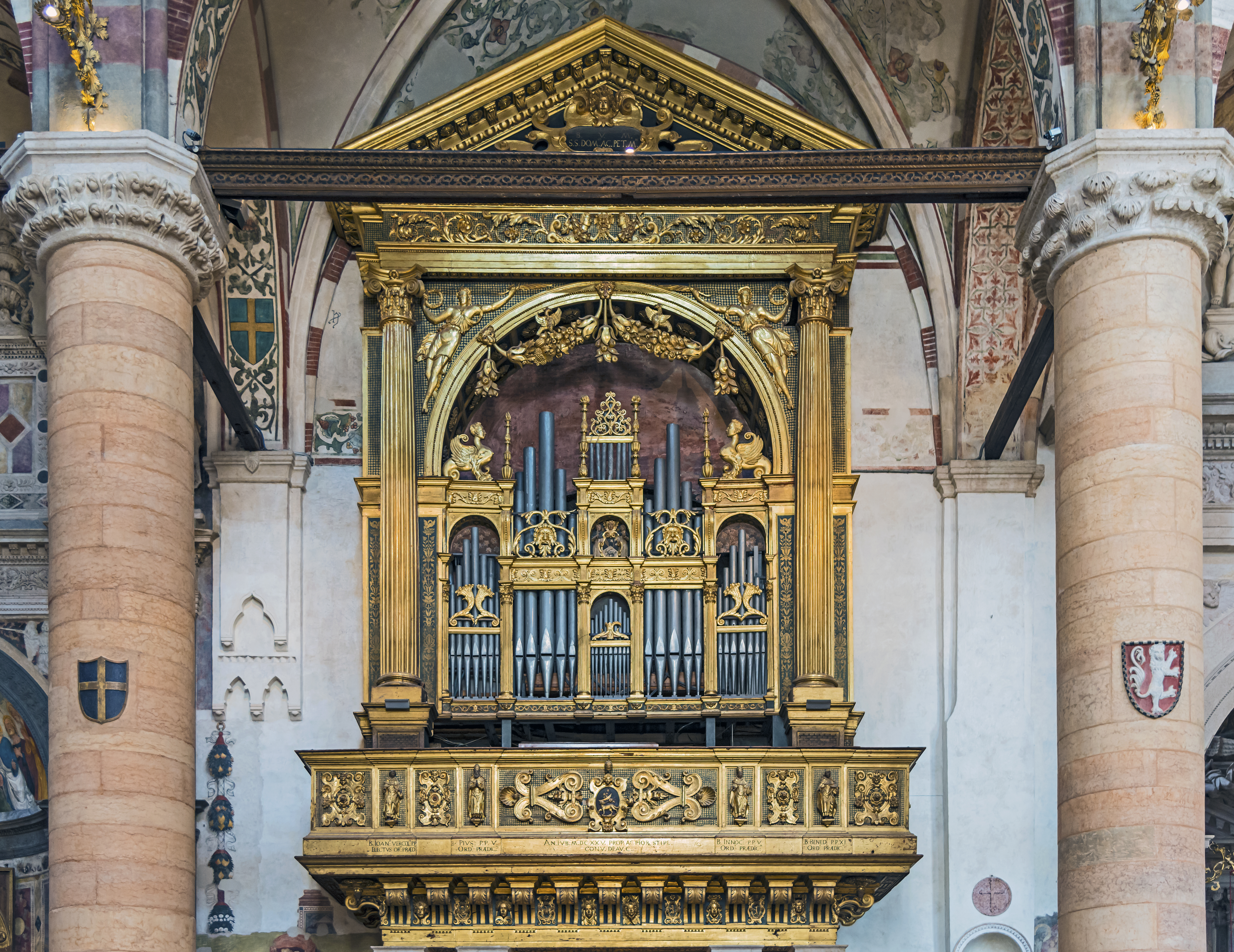
L'orgue

La chapelle du Rosaire
La chapelle du Rosaire (1585 - 1596). Construite pour célébrer la victoire de Lépante (1571) par Domenico Curtoni (fin du XVIe - début du XVIIe siècle) Neveu de l'architecte Michele Sanmicheli. Au-dessus de l'autel : la Vierge d'humilité avec les saints Pierre martyr et Dominique et les donateurs : Cangrande II della Scala et son épouse Élisabeth de Bavière, tableau de Lorenzo Veneziano (seconde moitié du XIVe siècle. La chapelle est couverte par un dôme largement éclairé et enluminé d'un plafond baroque. À chaque angle de la balustrade entourant l'autel:  une statue en marbre du sculpteur Gabriele Brunelli de Bologne, à gauche "la foi" à droite "la prière".
Sur le mur de droite un tableau de Claudio Ridolfi :La Flagellation; sur le mur de gauche l'agonie au mont des oliviers par Pietro Bernardi.

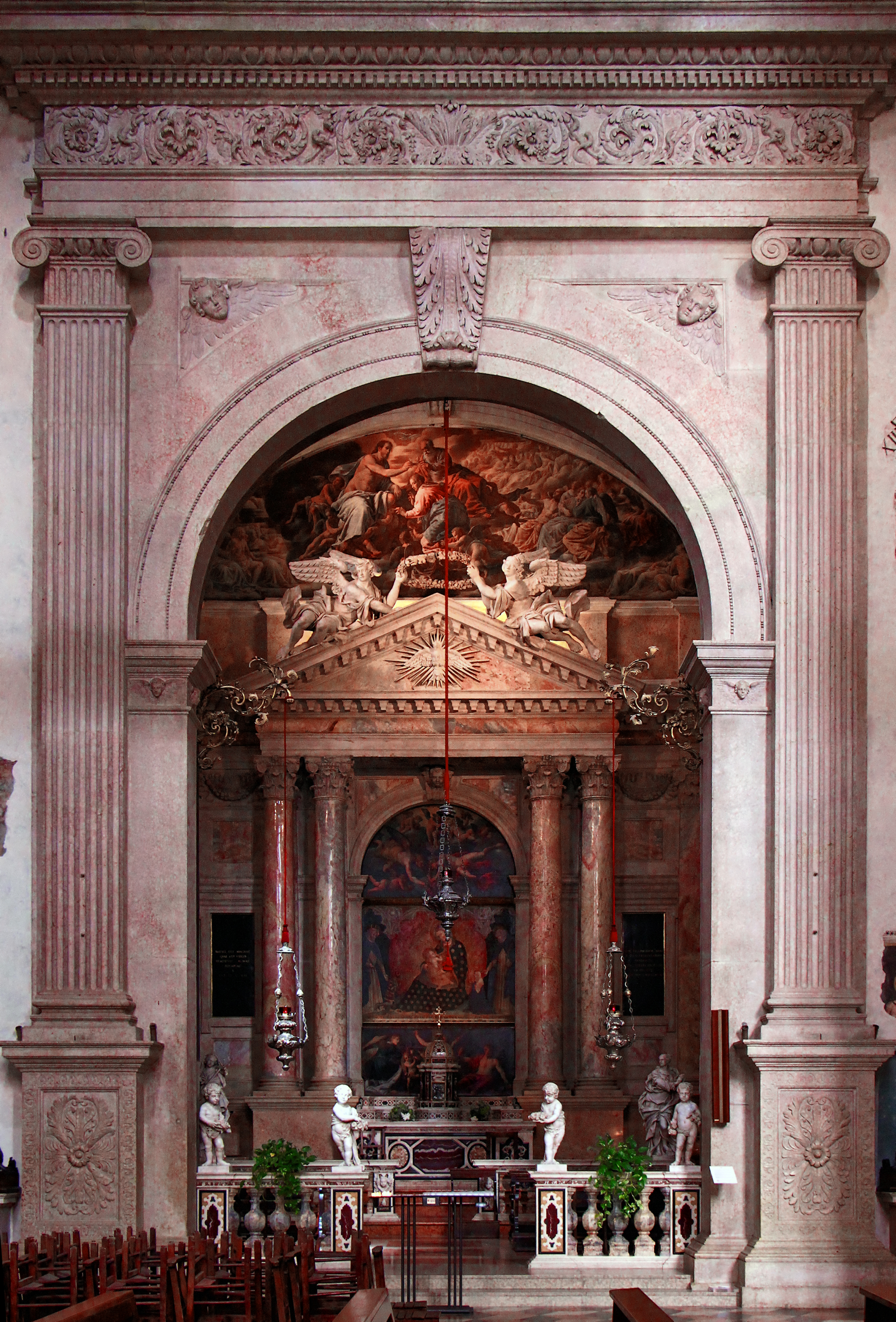
La chapelle du Rosaire
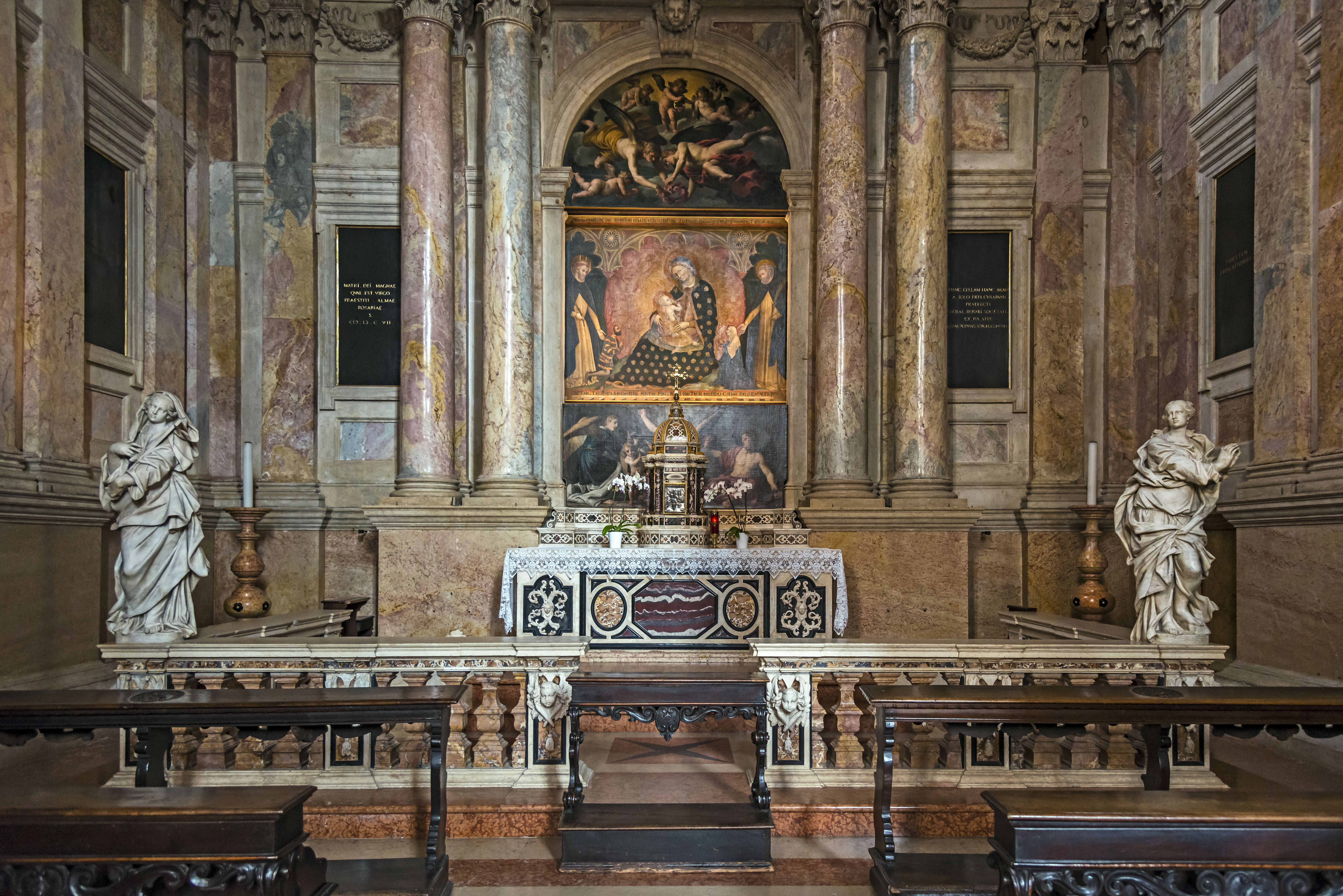
L'autel et le retable de la chapelle du rosaire
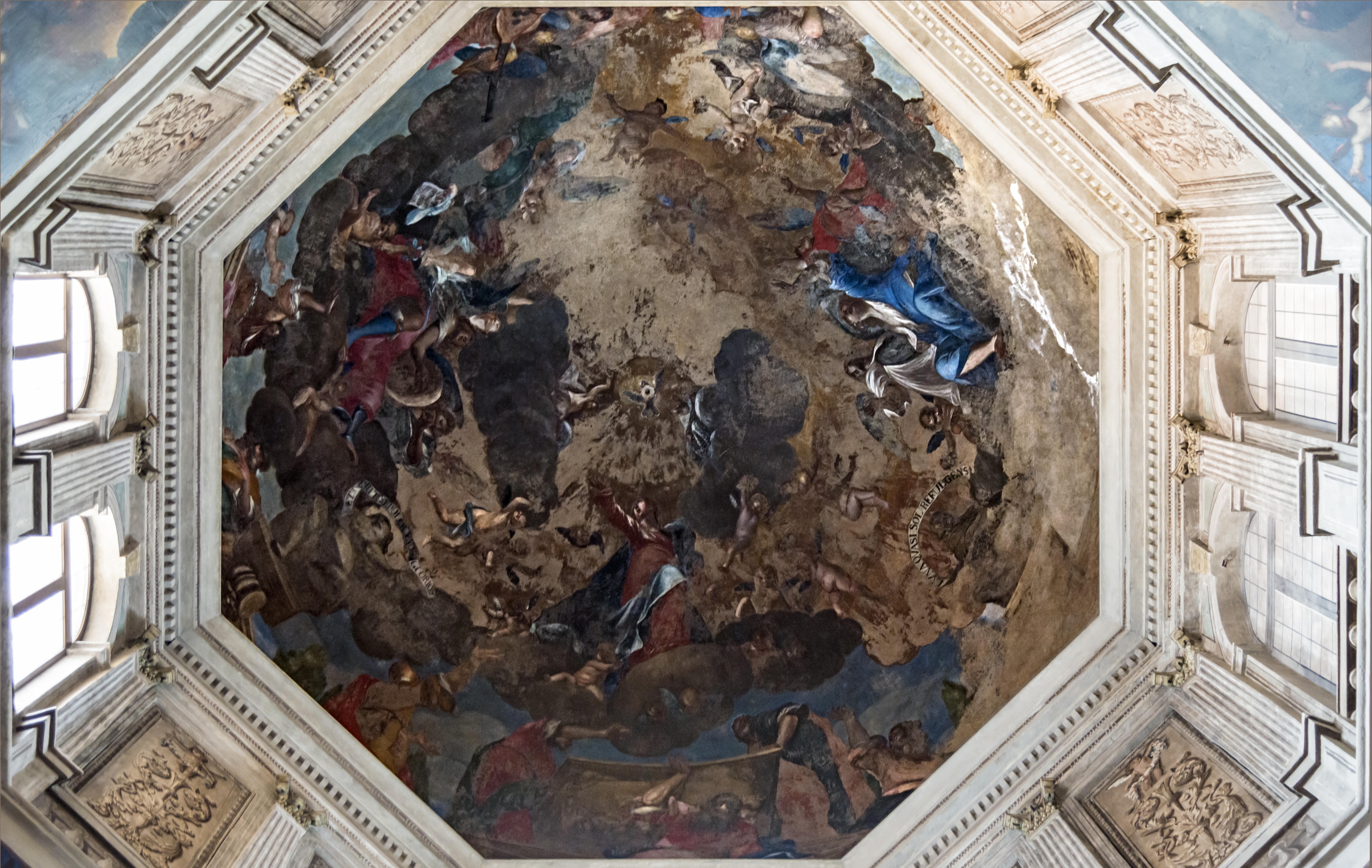
Le plafond baroque
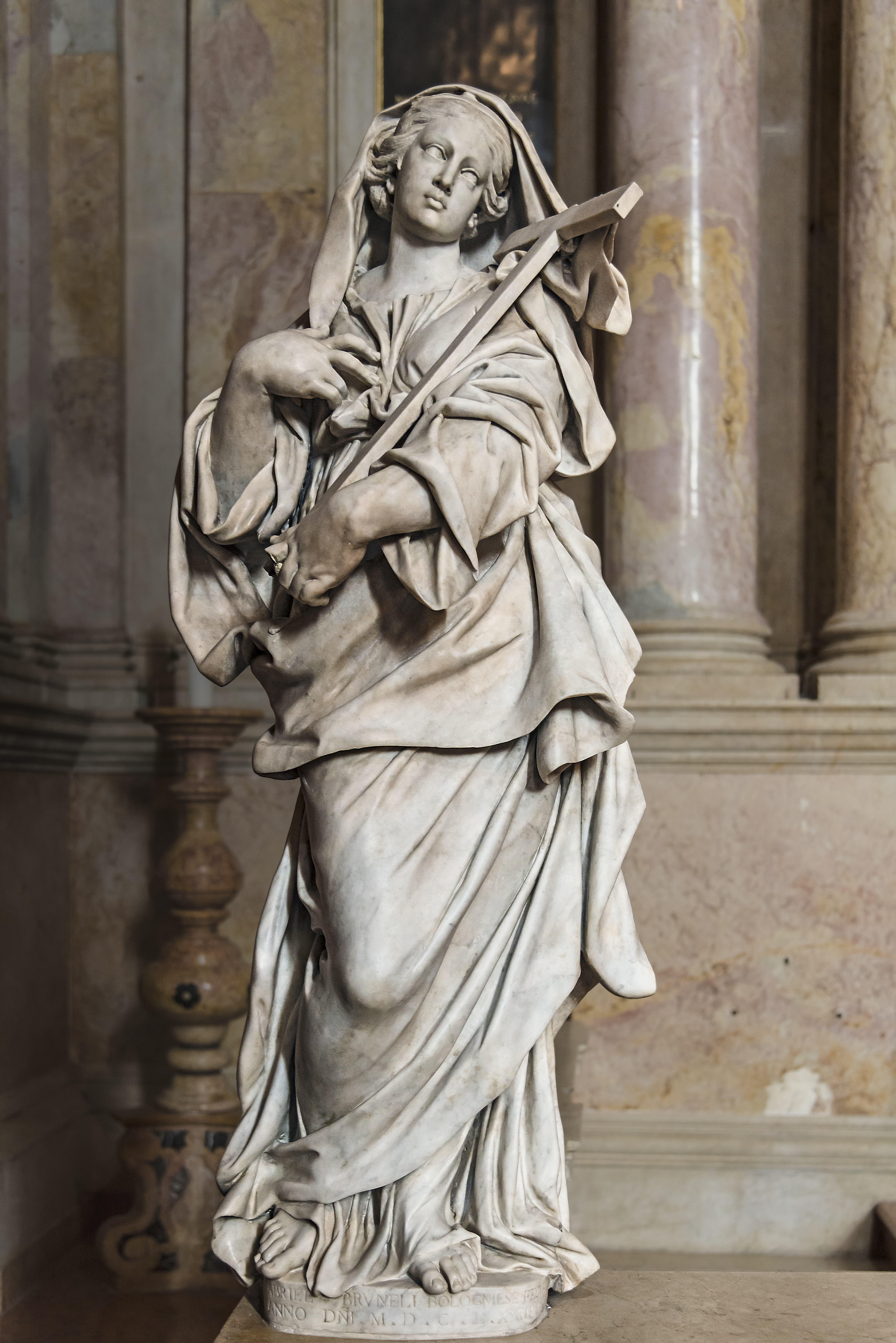
Statue en marbre : "la foi" par Gabriele Brunelli.
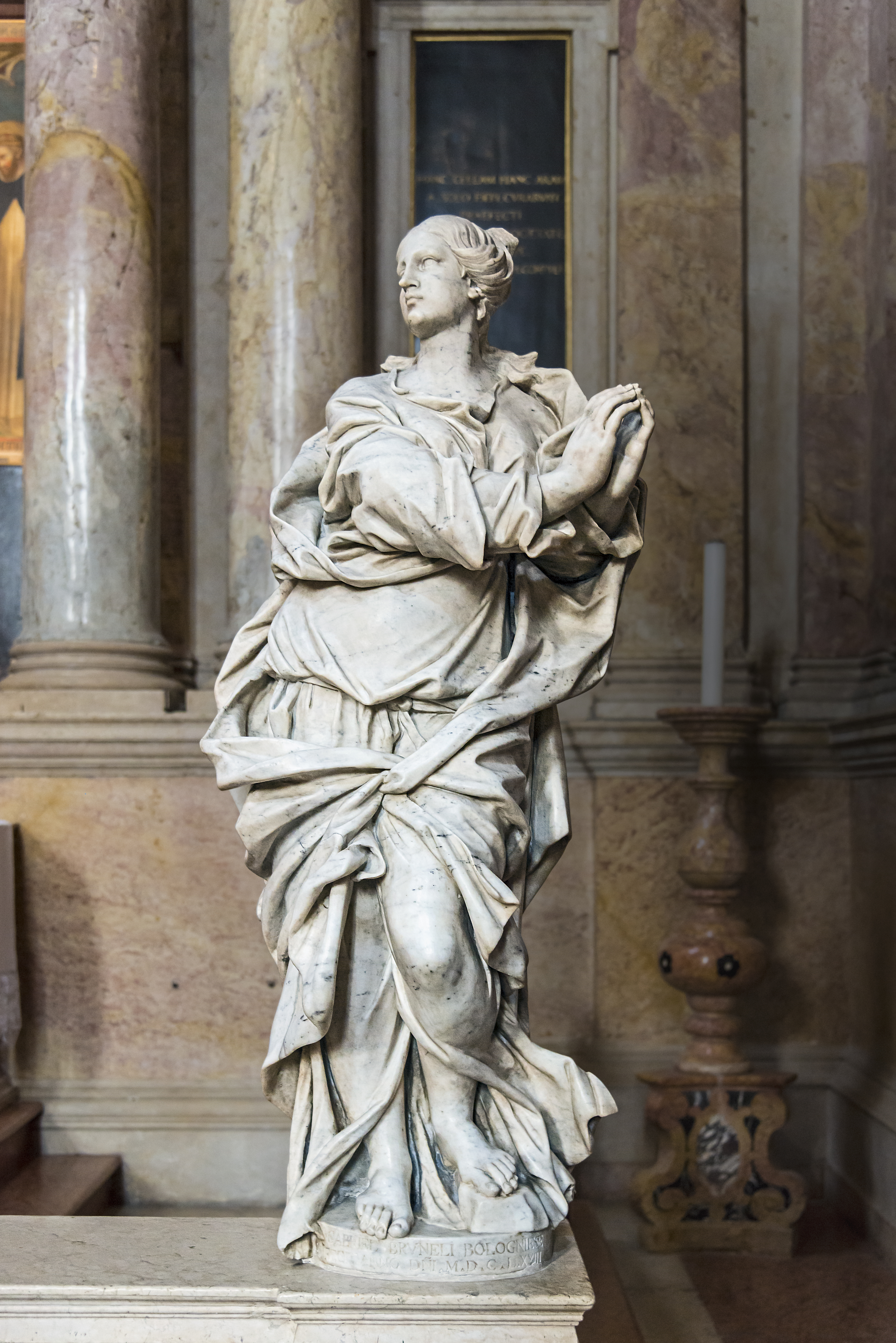
Statue en marbre : "la prière" par Gabriele Brunelli.
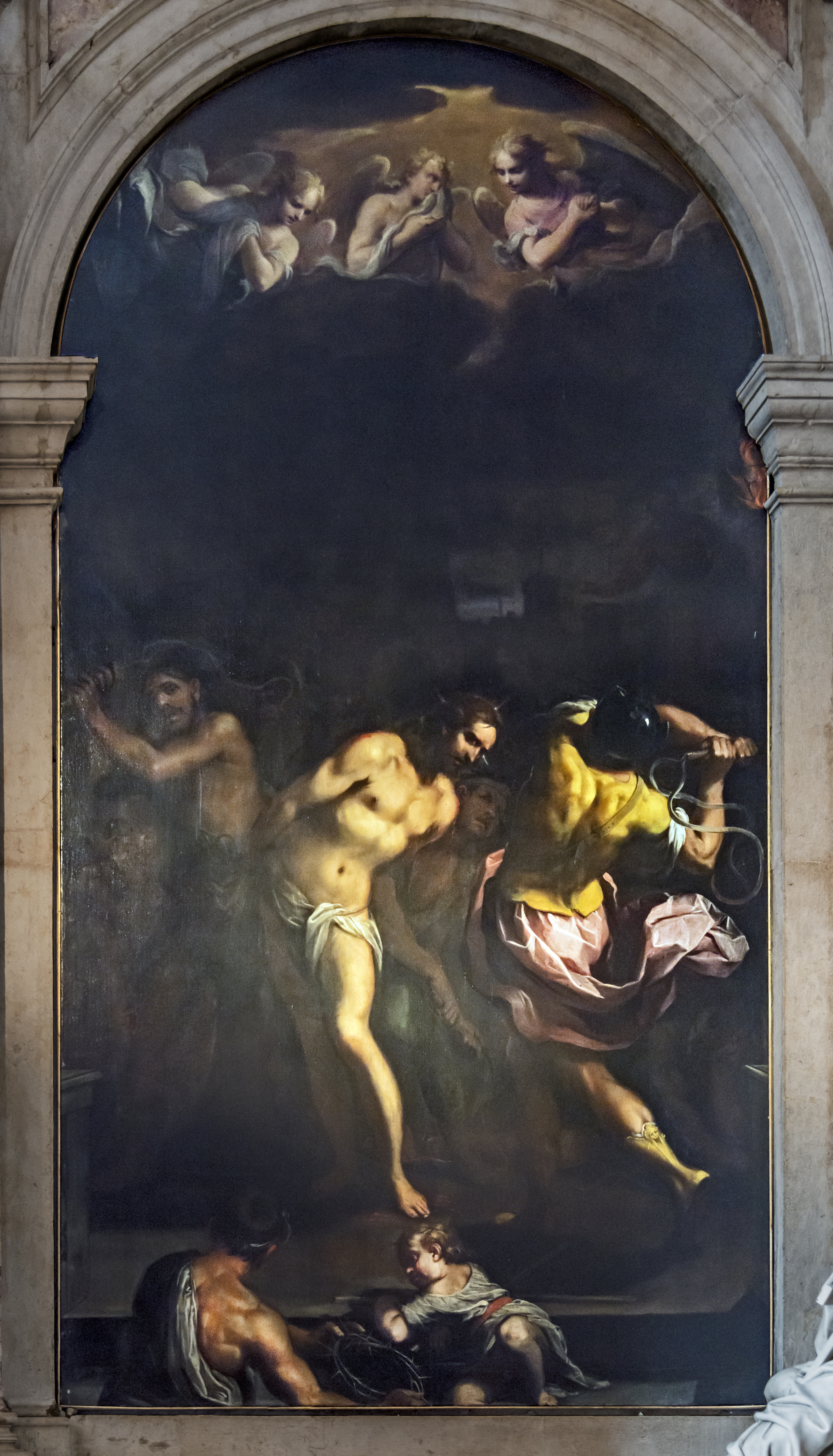
La Flagellation par Claudio Ridolfi
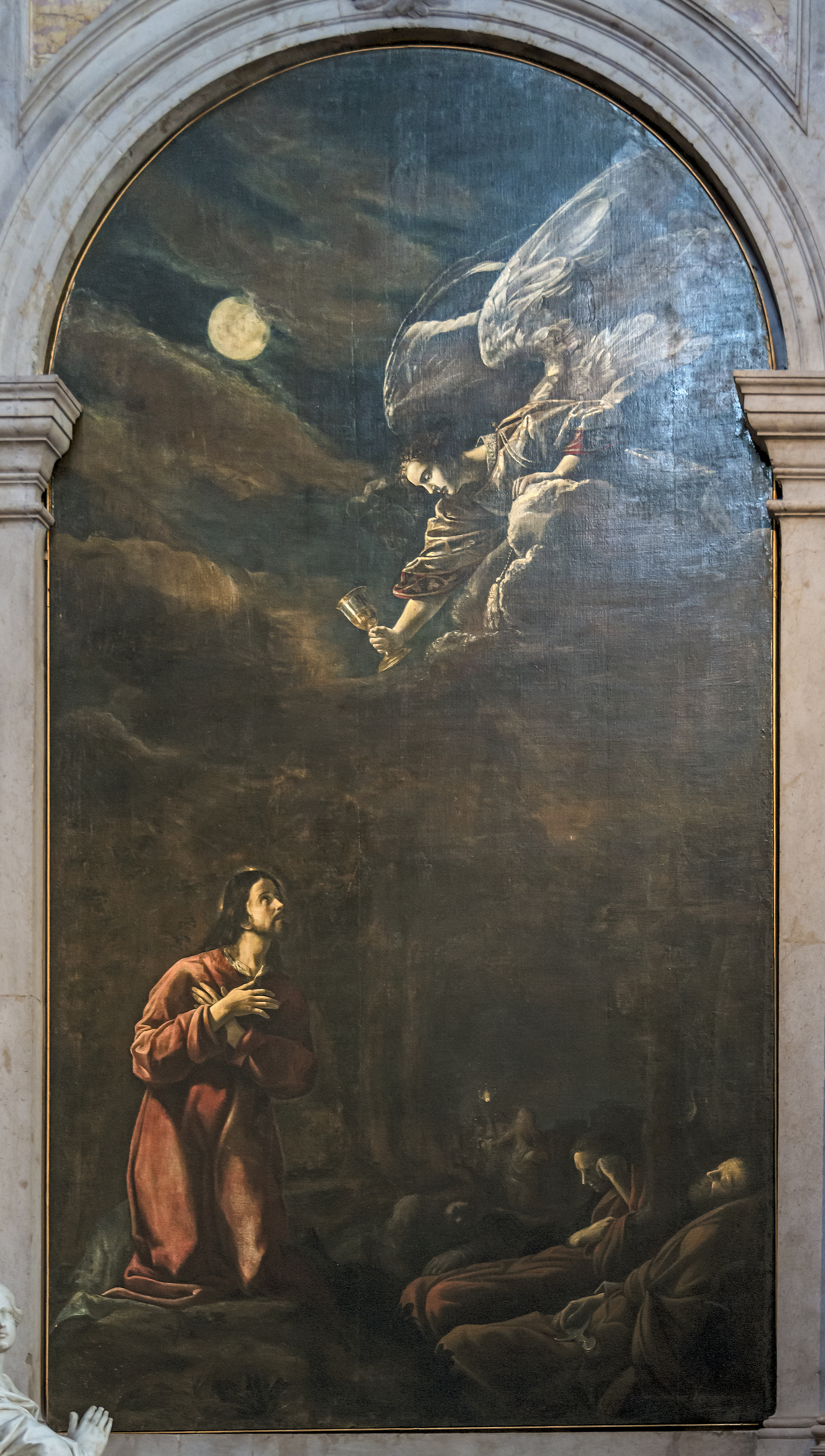
l'agonie au mont des oliviers par Pietro Bernardi

Bras gauche du transept
Sur le côté gauche une œuvre majeure de Francesco Morone Saint Paul, saint Denis, Marie-Madeleine et les dévots.
Le porche de la chapelle Guisti, encadré des fresques dues au Second Maître de San Zeno dont la plus connue à la partie basse qui montre Saint Georges présentant Jacopo Beccucci à la Vierge à l'enfant.
Au dessus du porche trois tableaux : L'assomption entre saint Nicolas et sainte Cécile'  par Alessandro Turchi, un tableau de grande taille de Paolo Farinati représentant La Descente de la Croix, un tableau de Paolo Farinati représentant Le Miracle de saint Hyacinthe.

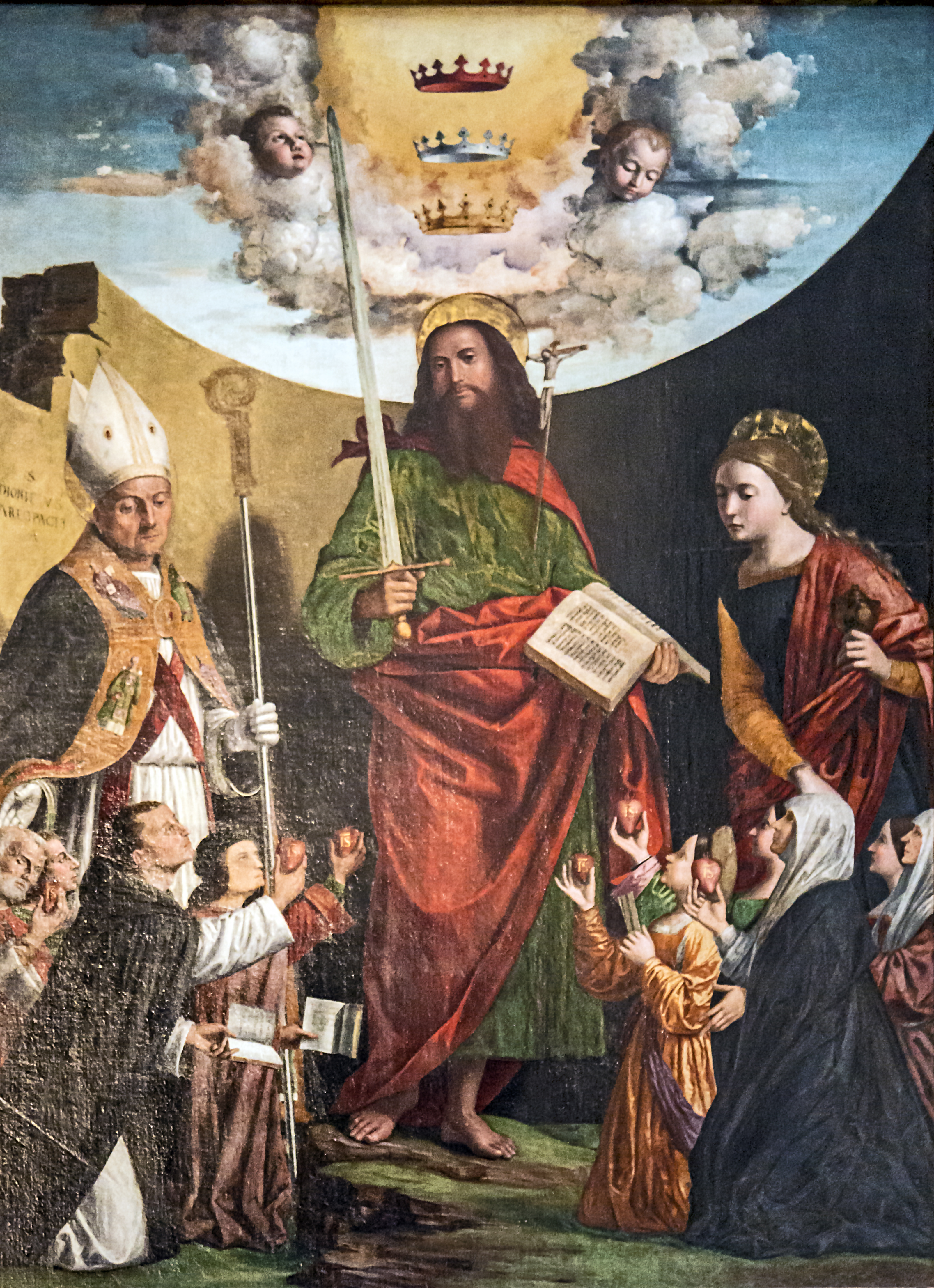
Saint Paul, saint Denis, Marie-Madeleine et les dévots
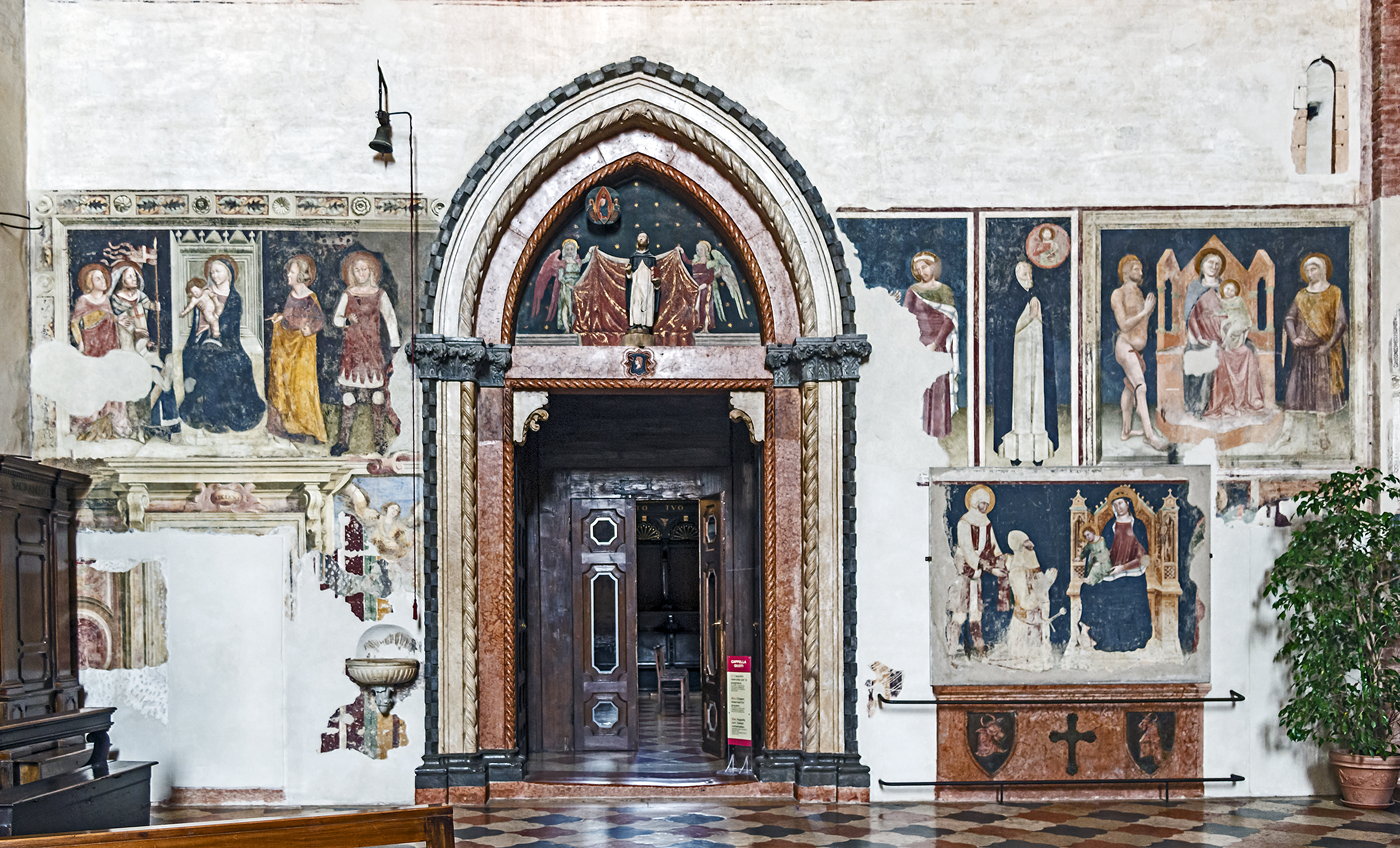
Entrée de la chapelle Giusti
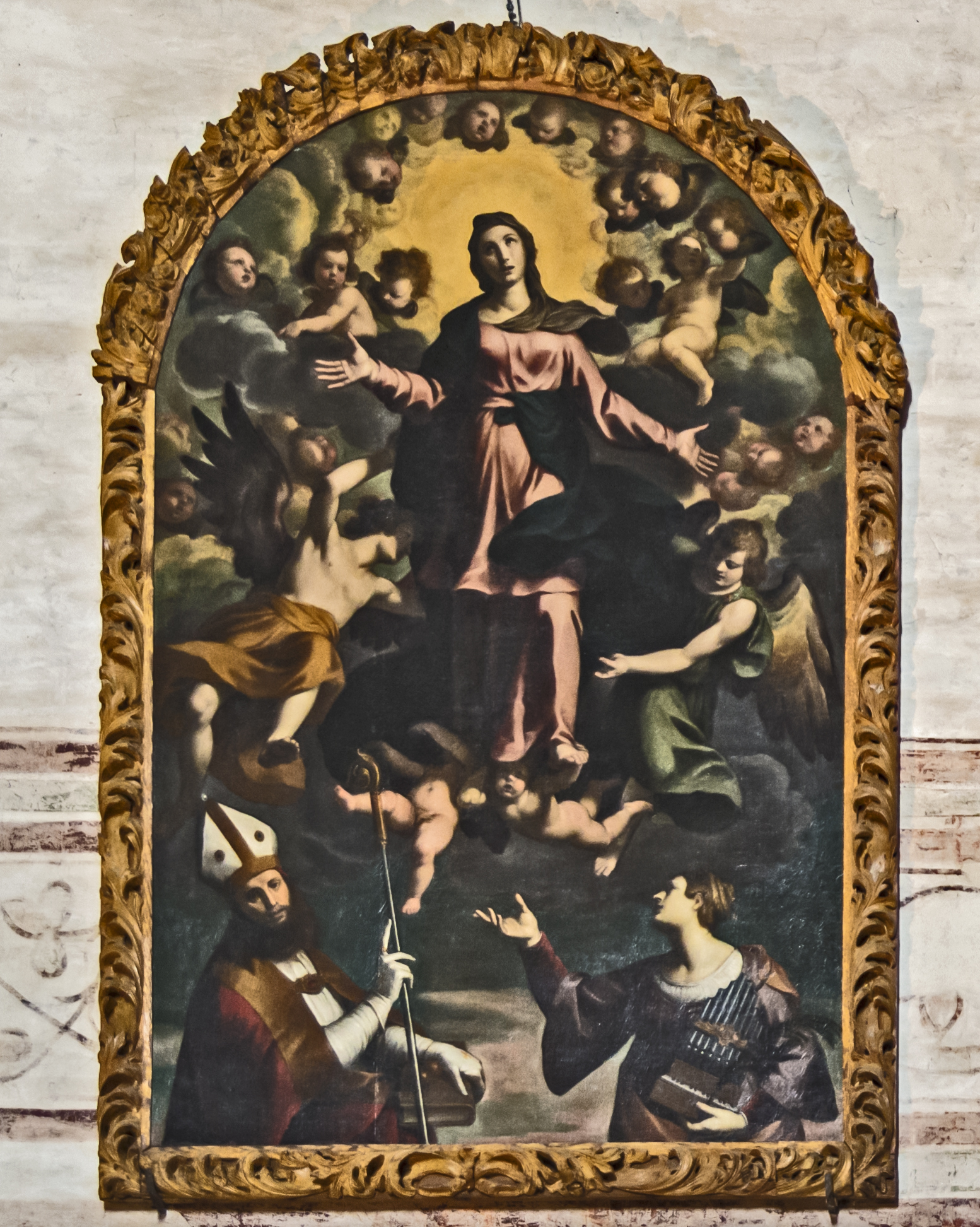
L'assomption entre saint Nicolas et sainte Cécile
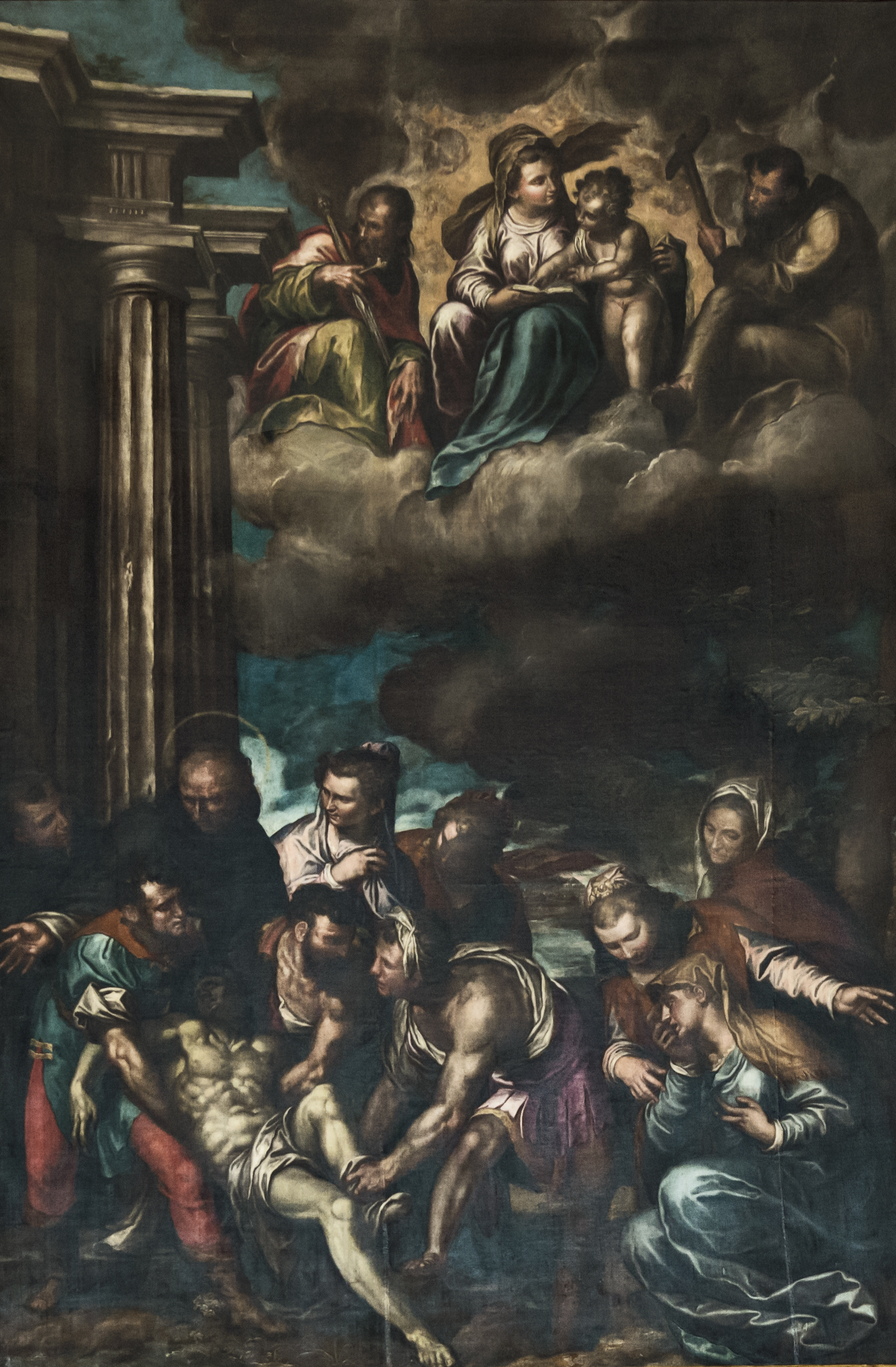
La Descente de la Croix
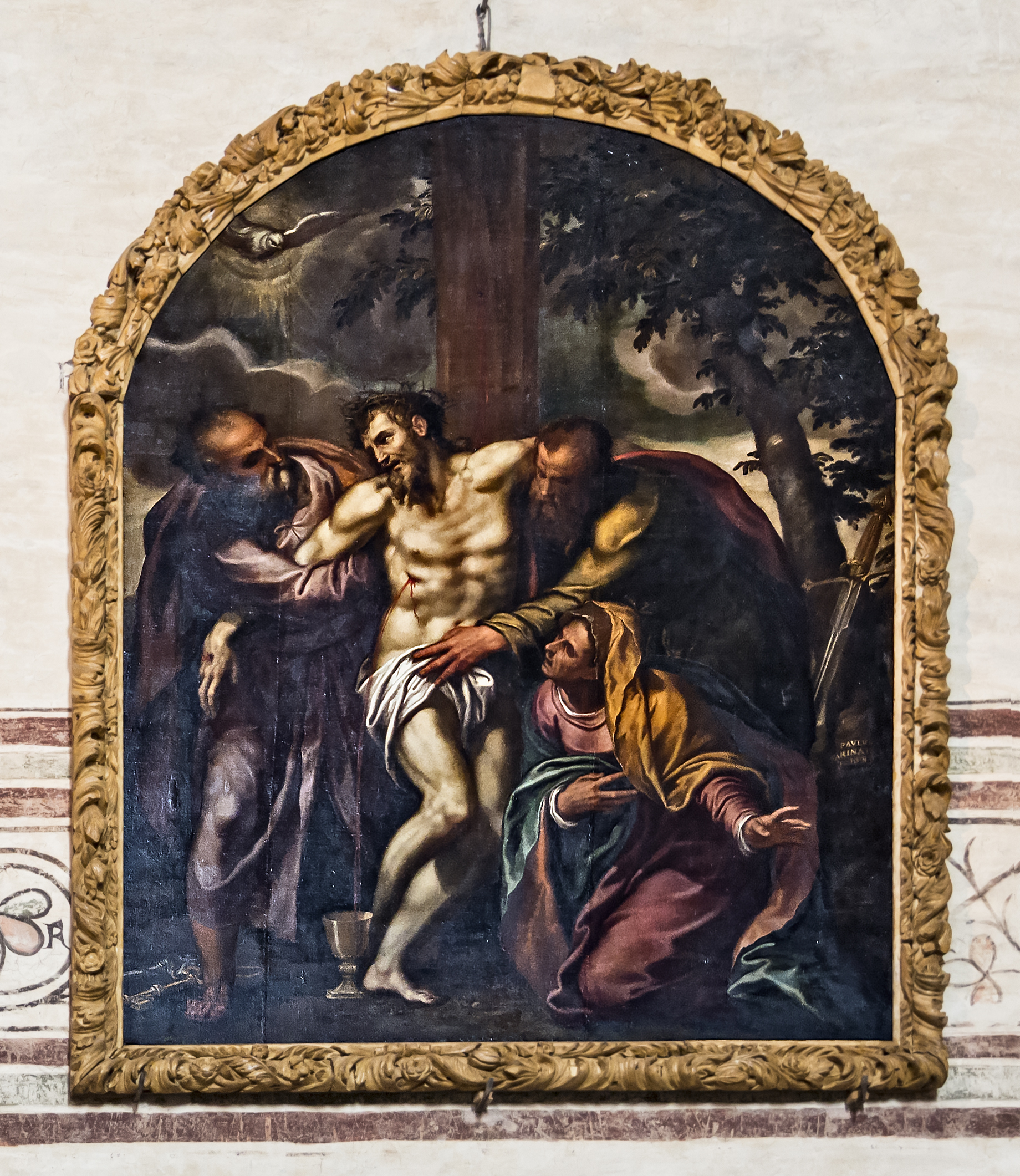
Le Miracle de saint Hyacinthe
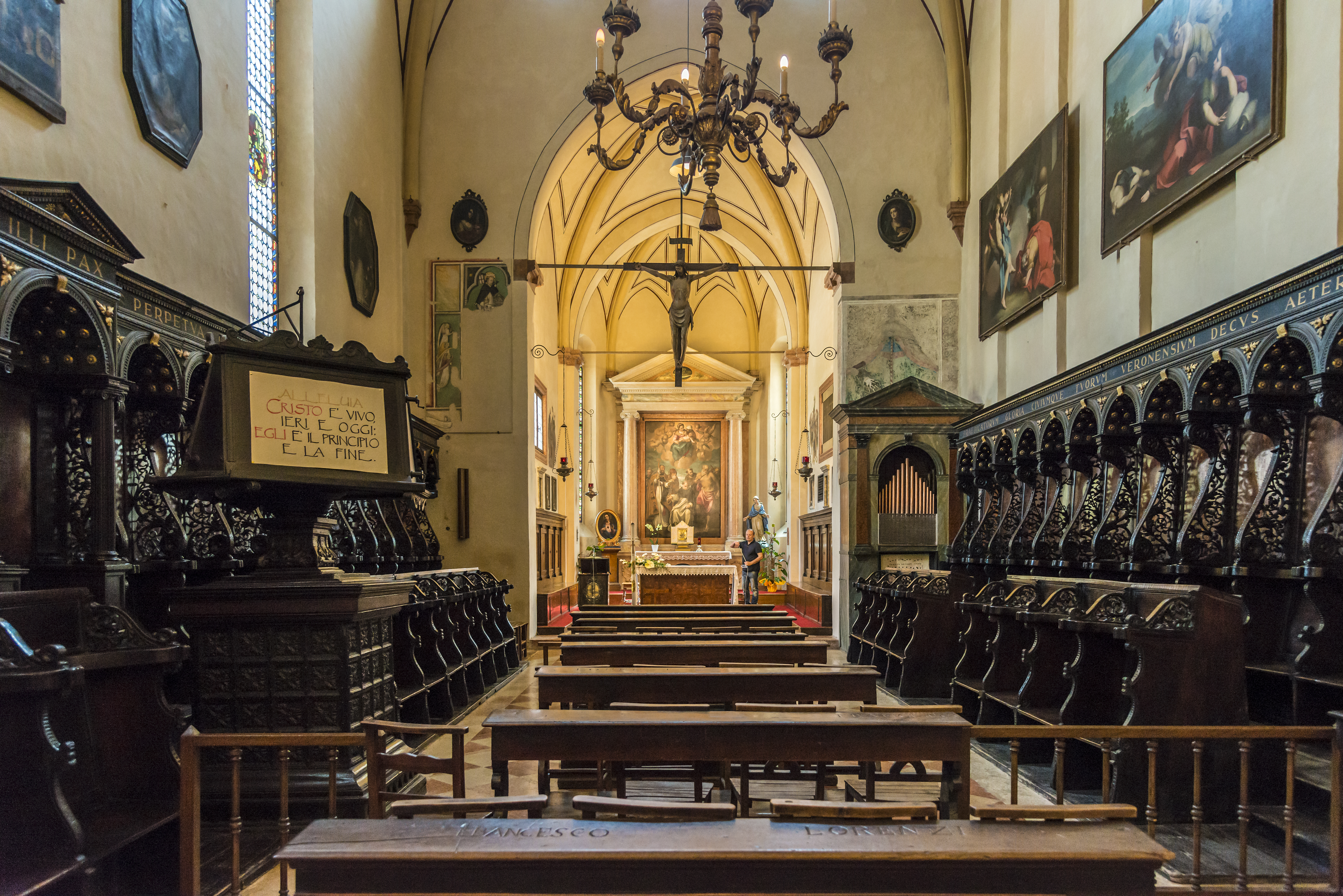
Intérieur de la chapelle Giusti

La chapelle Giusti
La chapelle Giusti a été aménagée en  1452. Les vitraux datent de 1460. Les remarquables stalles en bois sont l'œuvre du maître Lorenzo di Santa Cecilia réalisées entre 1491 et 1493. Initialement ces stalles étaient devant le chœur de la basilique, elles ont été déplacées en 1591 dans la chapelle absidiale centrale puis, en 1942, transférées dans la chapelle actuelle. L'autel est dédié à saint Vincent et date de 1647. Le tableau du retable est de Felice Riccio, vers 1598. Il représentant une Vierge à l'Enfant avec sainte Anne, saints Augustin, Jérôme, Maxime, Grégoire et Vincent Ferrer. L'orgue de chœur du XVIIIe siècle provient de l'église de Santa Maria in Chiavica ; il a été placé là en 1971.

### Le chœur
Le Chevet
Le maître-autel a été refait en 1952. Sur le mur de droite une fresque le Jugement Dernier attribué à Turone di Maxio vers 1360. Sur le côté gauche le monument à Cortesia Serego par Niccolò di Pietro Lamberti.
La chapelle Pellegrini
les murs sont décorés de 24 pièces de terres cuites représentant des scènes de la vie du Christ, réalisées par Michele da Firenze en 1435. L'extérieur de l'arche supérieure est décorée d'une fresque de Pisanello représentant Saint Georges et la princesse.

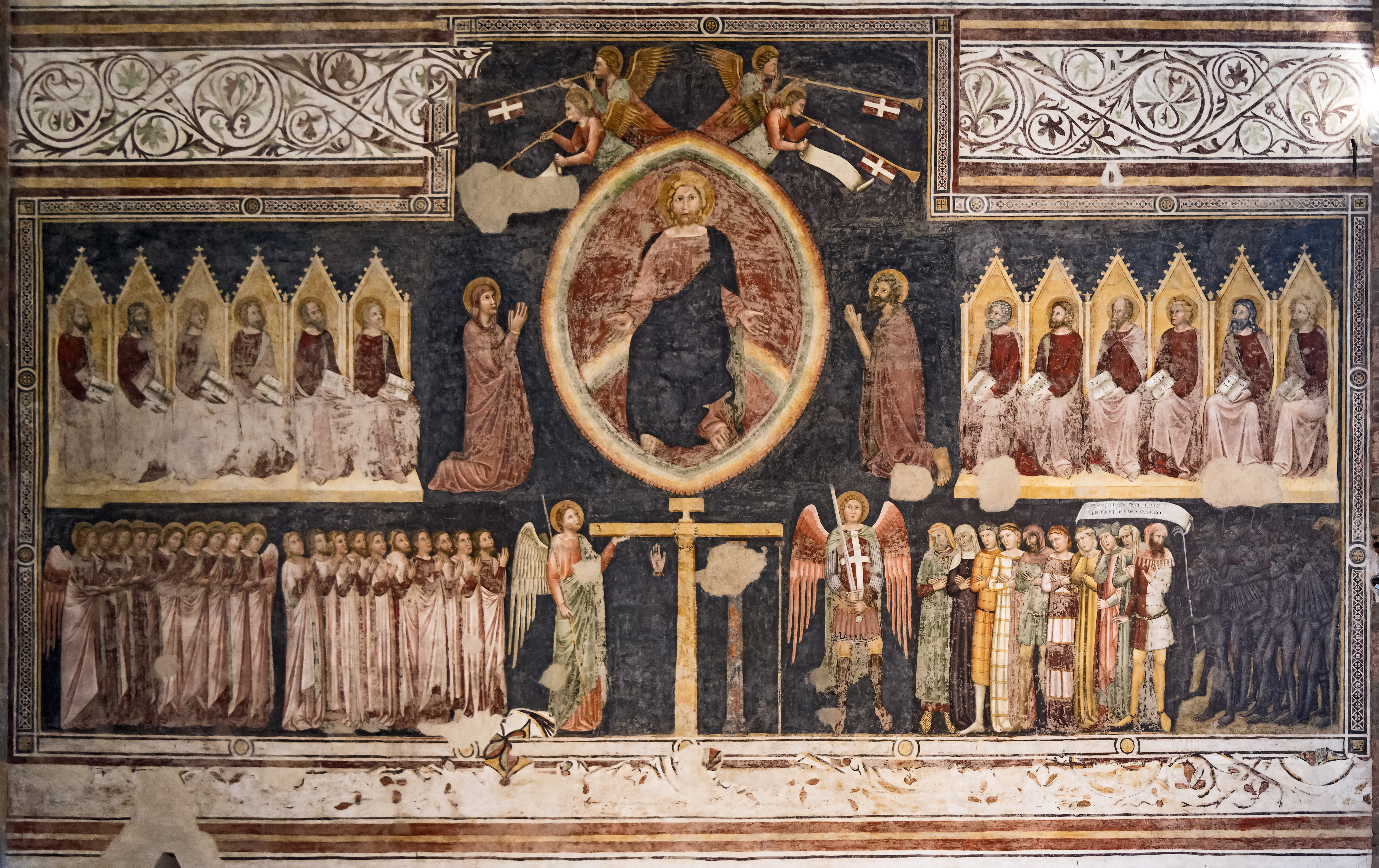
le Jugement Dernier, attribué à Turone di Maxio
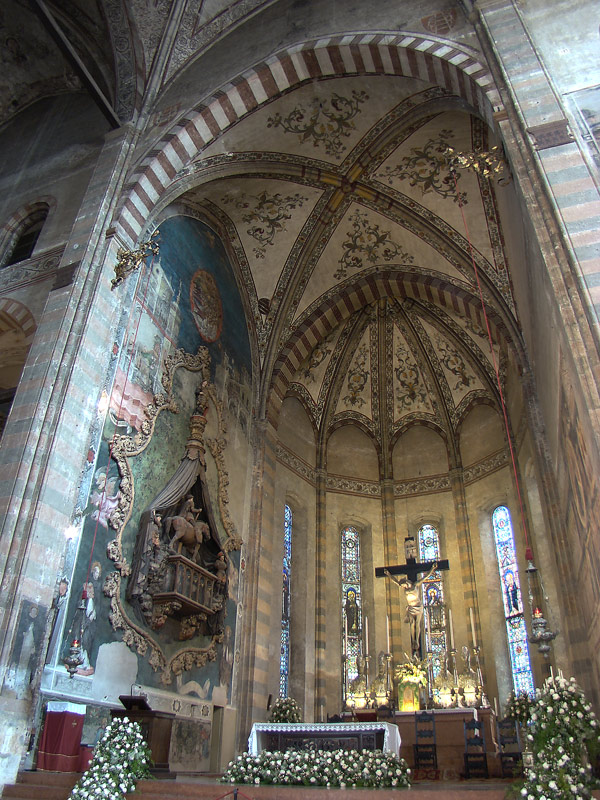
Le chœur
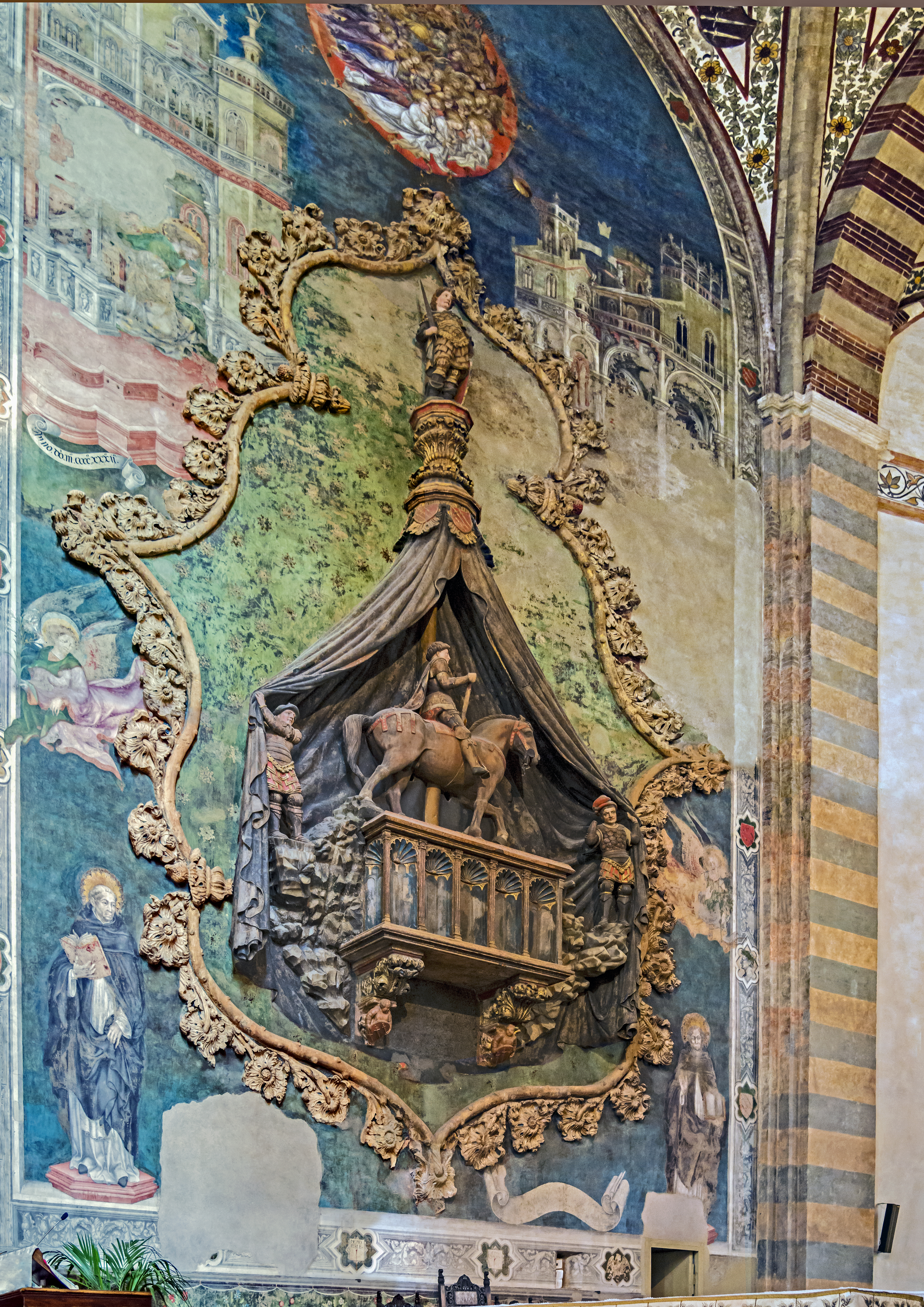
Monument à Cortesia Serego
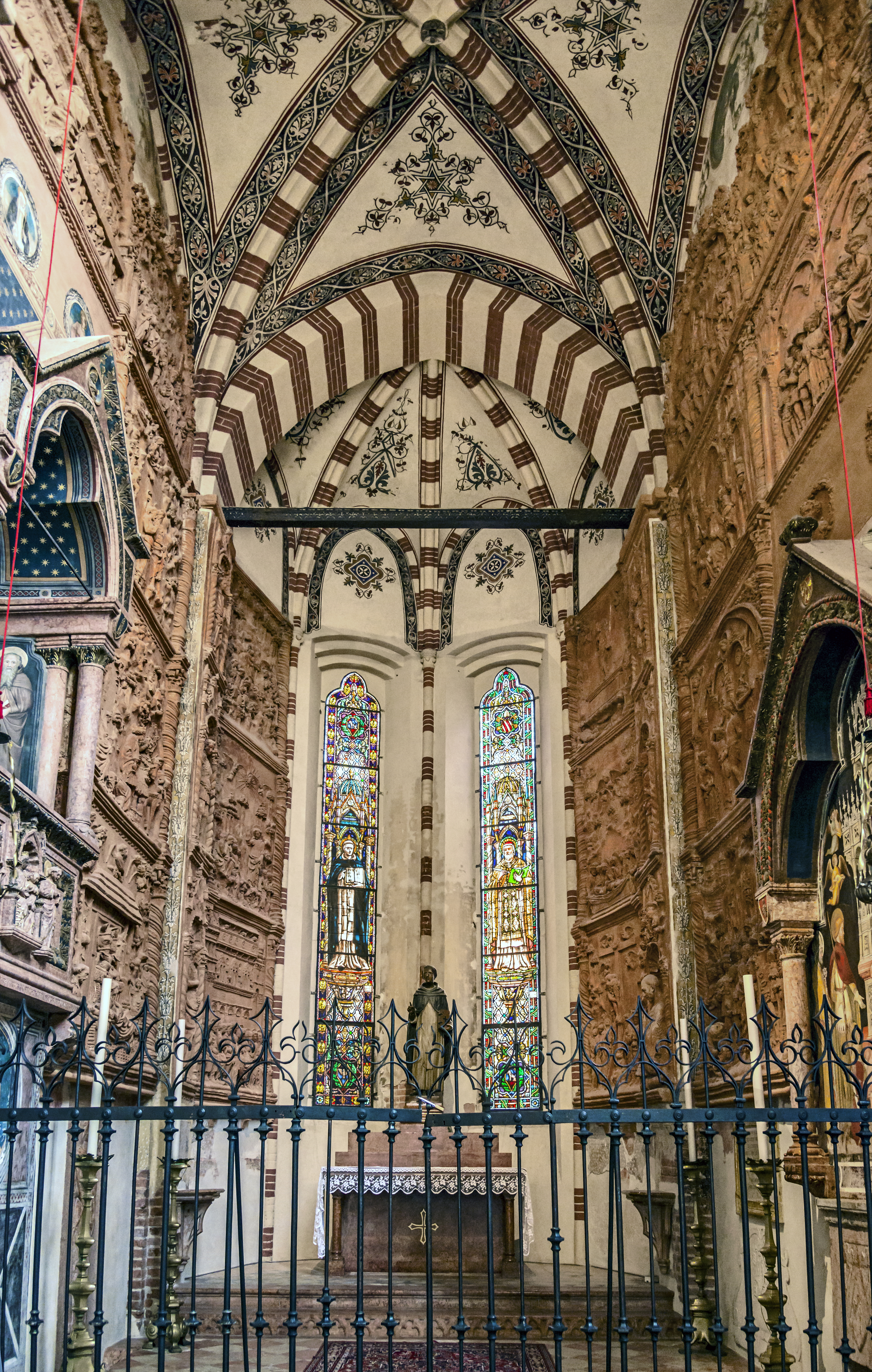
La chapelle Pellegrini
Pisanello,Saint Georges et la Princesse